# Château du Haut-Koenigsbourg
Le château du Haut-Koenigsbourg — parfois Haut-Koenigsbourg — est un château fort alsacien du XIIe siècle, profondément remanié au XVe siècle et restauré avant la Première Guerre mondiale sous le règne de Guillaume II. Le château se dresse sur le ban de la commune française d'Orschwiller, dans la circonscription administrative du Bas-Rhin et sur le territoire de la collectivité européenne d'Alsace. Le château du Haut-Koenigsbourg est l'un des plus importants sites visités en Alsace.

## Dénomination
Le nom actuel — le château du Haut-Koenigsbourg,,,,, — est le résultat de l'adaptation du nom allemand Hohkönigsburg qui se traduit par « haut-château du roi ».

## Situation géographique
Le château est situé dans le massif des Vosges à une altitude de 757 m à 12 km à Orschwiller dans le Bas-Rhin, à l'ouest de Sélestat d'où il est visible . Il se trouve également à 26 km au nord de Colmar d'où il est également visible par temps clair et à 55 km au sud de Strasbourg.

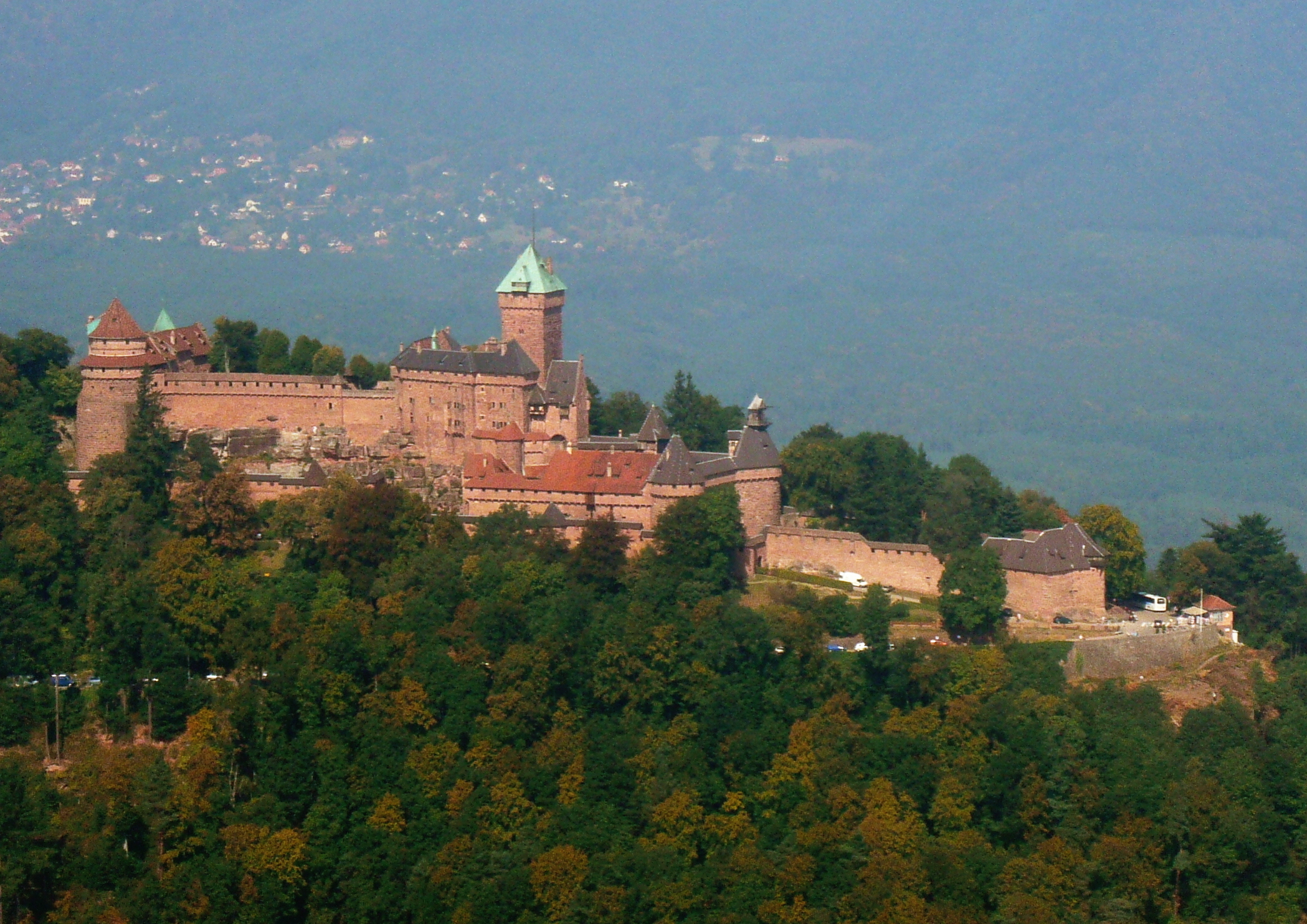
Vue aérienne de l'ensemble du château

## Historique

### Les Hohenstaufen
En 774, Charlemagne fait don du Stophanberch ou Staufenberg (nom du col où le Haut-Koenigsbourg a été construit) et des terres attenantes au prieuré de Lièpvre, dépendant de la basilique Saint-Denis.
En 1079, Frédéric Ier de Souabe — dit Frédéric l'Ancien — est nommé duc de Souabe par l'Empereur du Saint-Empire romain germanique Henri IV. Il fait construire le château Stauf sur le mont Hohenstaufen près de Göppingen, d'où le nom de la famille.
Afin de renforcer le pouvoir des Hohenstaufen en Alsace, Frédéric le Borgne crée une ligne de défense. Pour cela, il fait construire de nombreux châteaux et certains d'entre eux sur des terres qui ne lui appartiennent pas. On dit de lui qu'il a constamment un château accroché à la queue de son cheval. Il aurait fait construire en toute illégalité le château du Haut-Koenigsbourg sur les terres confiées aux moines de l'abbaye de Lièpvre.
En 1147, Eudes de Deuil, moine de Saint-Denis, presse Louis VII d'intervenir auprès du roi Conrad III de Hohenstaufen afin de réparer cette injustice. C'est la première mention du château dans un document écrit. À cette date, le site comportait déjà deux tours permettant de surveiller la route d'Alsace du nord au sud, l'une appartenant à Conrad III de Hohenstaufen, l'autre à son neveu Frédéric Ier de Hohenstaufen, futur empereur du Saint-Empire romain germanique. Le nom de Königsburg (château du roi) apparaît dès 1157.

### Les ducs de Lorraine
Dans la première moitié du XIIIe siècle, profitant de l'affaiblissement des Hohenstaufen, les ducs de Lorraine auraient pris possession du château. Celui-ci est confié aux sires de Rathsamhausen puis aux Hohenstein, qui y régnèrent jusqu'au XVe siècle.
Devenu un repaire de chevaliers brigands, le château est conquis et incendié en 1462 par une coalition regroupant les villes de Colmar, Strasbourg et Bâle, fortes de 500 hommes et de pièces d'artillerie.

### Les Thierstein
Les restes du Haut-Koenigsbourg sont alors confiés à la famille de Thierstein. Ils font bâtir, sur le côté ouest, un bastion formé de deux tours d'artillerie et d'un mur-bouclier, dotés de murs puissants. La basse cour est protégée par deux tours en fer à cheval et des courtines avec des murs épais. Le château est entouré d'un premier mur de protection afin de gêner la mise en batterie de l'artillerie ennemie.
En 1517, le dernier des Thierstein, croulant sous les dettes, s'éteint. La famille n'ayant pas de descendance, Maximilien Ier rachète le château. Ni l'empereur ni les propriétaires successifs ne feront face aux coûts d'entretien, d'autant que le premier ne finance pas les seconds pour ces réalisations.

### Destruction
En 1633, l'Alsace est ravagée durant la guerre de Trente Ans, qui a vu, entre autres, les Suédois s'opposer à l'Autriche. En juillet, les Suédois assiègent le Haut-Koenigsbourg qui n'est plus qu'une forteresse délabrée, est commandée par le capitaine Philippe de Liechtenau. Forts de canons et de mortiers, ils prennent le château après cinquante-deux jours de siège. Peu de temps après, la forteresse est détruite par un incendie. Le château est alors laissé à l'abandon.

### Repéré par Viollet-le-Duc
La ruine est repérée par Eugène Viollet-le-Duc en 1854 et des travaux de consolidation sont entamés en 1856.

### Acquisition par la commune de Sélestat
Classé monument historique en 1862, le site et ses ruines sont rachetés trois ans plus tard à divers propriétaires par la commune de Sélestat.

### Cadeau au Kaiser et reconstruction
Depuis 1871 et le traité de Francfort, l'Alsace est devenue allemande. Le 4 mai 1899, le château, alors en ruine, et les terres sommitales l'entourant sont offerts par la ville de Sélestat à l'empereur Guillaume II de Hohenzollern,. Il souhaite y créer un musée promouvant la germanité de l'Alsace et, plus généralement, le monde germanique. La municipalité conserve la centaine d’hectares de forêt, économiquement rentables.
La direction de la restauration de ce château fort est confiée en 1900 à Bodo Ebhardt,, architecte et archéologue berlinois âgé de 35 ans. Il commence par le déblaiement du site et les relevés des anciennes constructions. La restauration s'étalera de 1901 à 1908. L'objectif de Bodo Ebhardt est de le restaurer tel qu'il se présentait aux alentours de l'an 1500. En l’absence d’indices archéologiques, d’archives ou d’éléments de comparaison avec d’autres monuments contemporains, « la part d’interprétation, inévitable en pareille circonstance a été réduite au minimum et elle n’est en aucune façon l’objet d’un quelconque détournement ludique » (François Loyer, cf. bibliographie ci-dessous). Guillaume II, qui demeure au Palais du Rhin à Strasbourg, vient régulièrement visiter le chantier, il est logé dans la gare de Saint-Hippolyte reconstruite spécialement pour l'accueillir en 1903.
Le nouvel édifice du Haut-Koenigsbourg est inauguré le 13 mai 1908, mais les finitions et achats de collections se poursuivirent jusqu'en 1918.
Pour le Kaiser, ce château marquait la limite occidentale de l'Empire allemand, comme le château de Marienbourg, aujourd'hui en Pologne, en marquait la limite orientale.

### Galerie

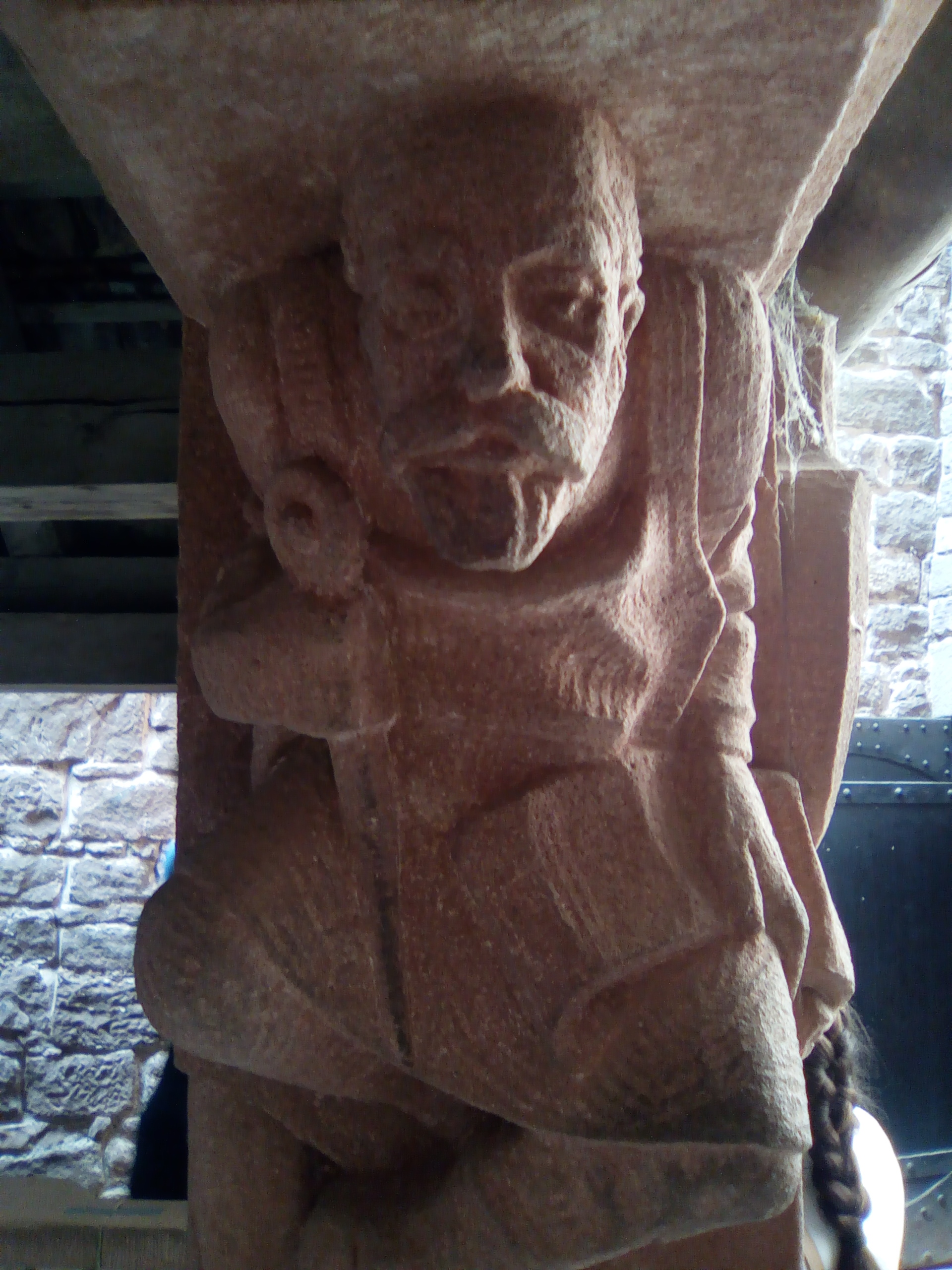
Sculpture de Bodo Ebhardt sur une colonne de citerne du château.
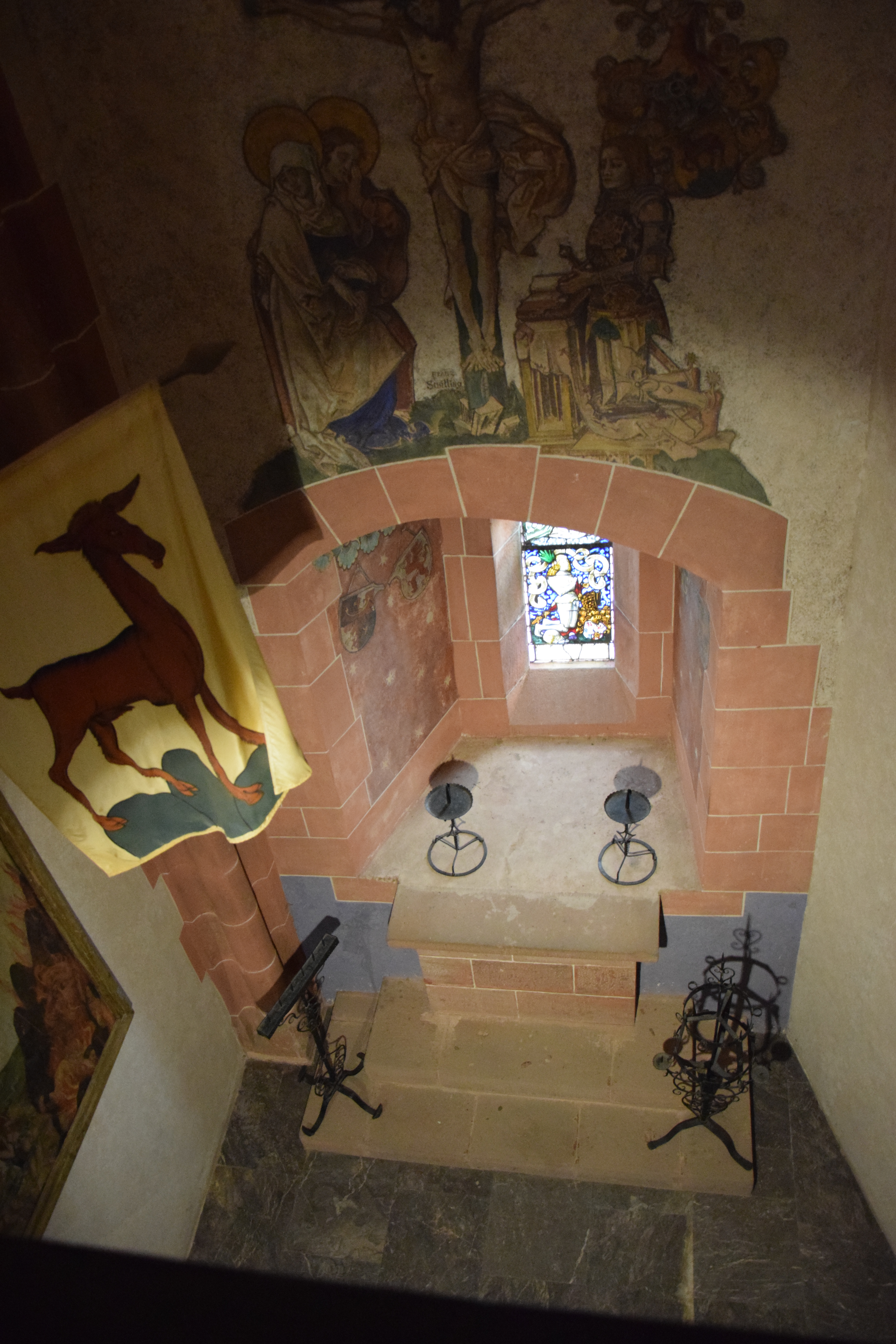
Chapelle du Haut-Koenigsbourg en 1851 par Henri Le Secq.
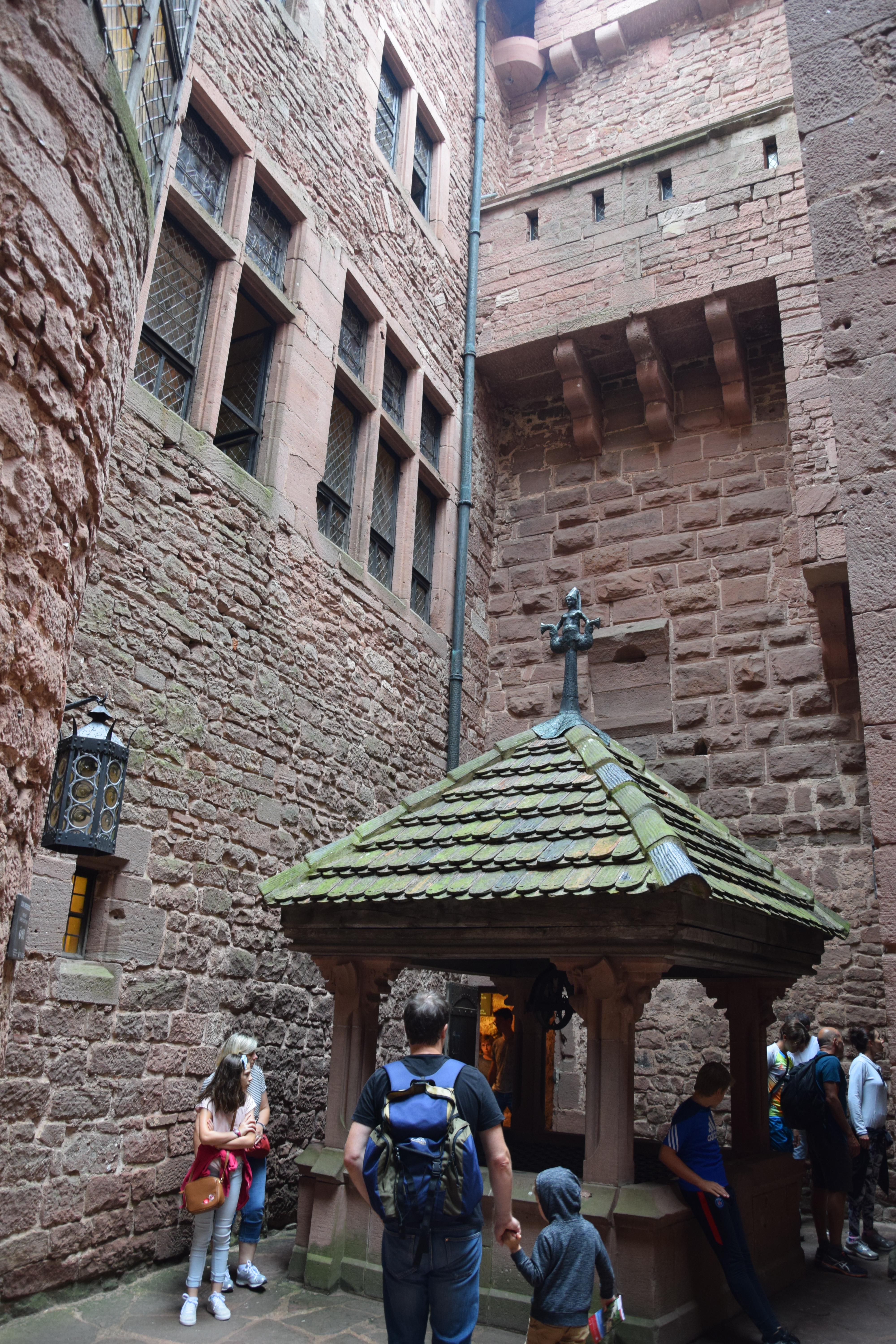
Cour intérieure.
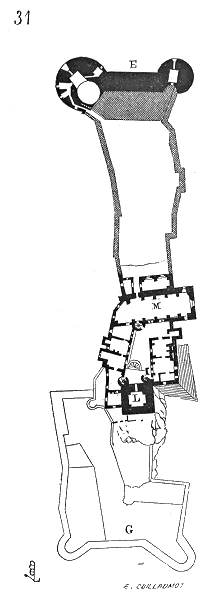
Plan du château, par Eugène Viollet-le-Duc.
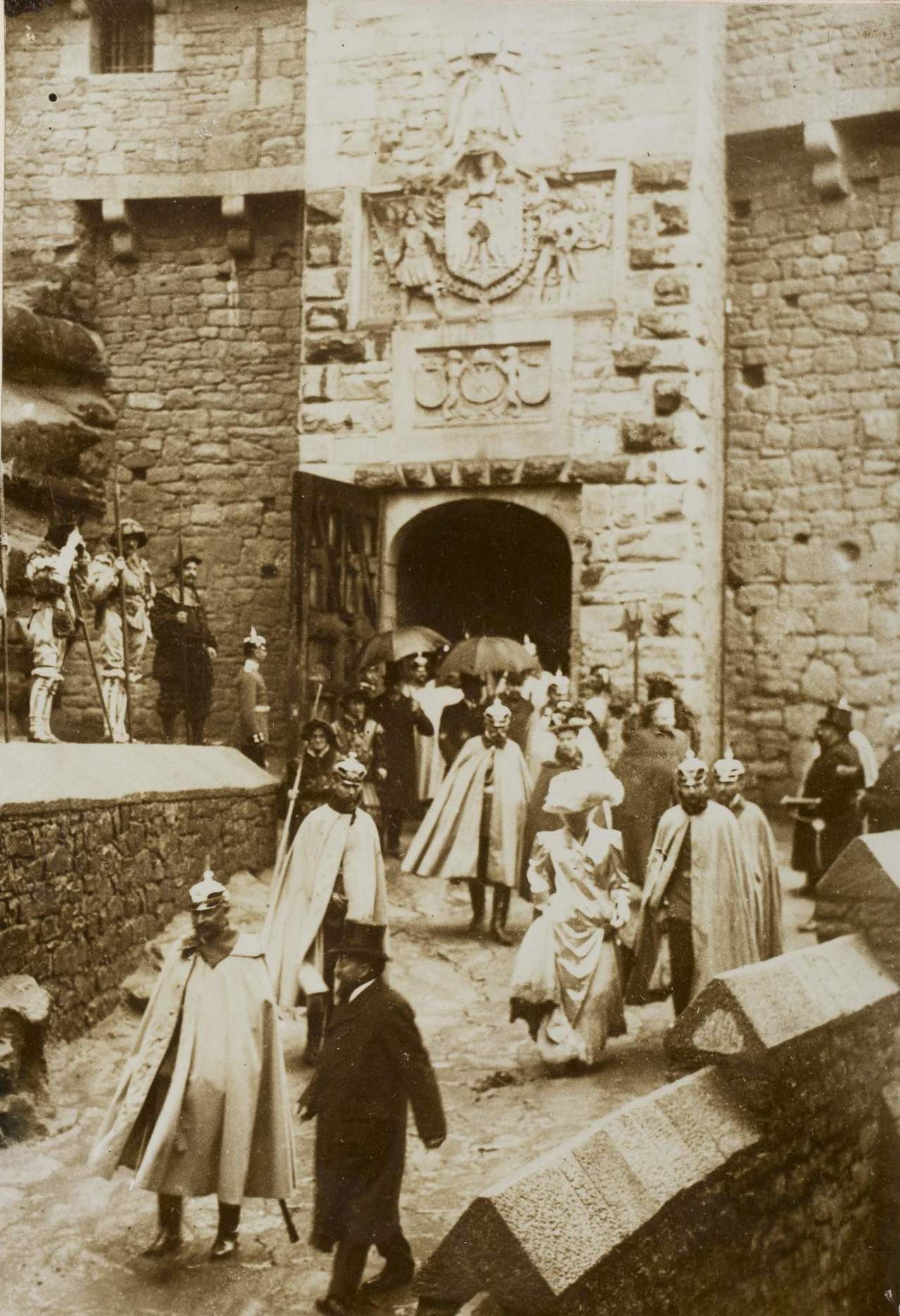
Guillaume II sortant du château du Haut-Koenigsberg.
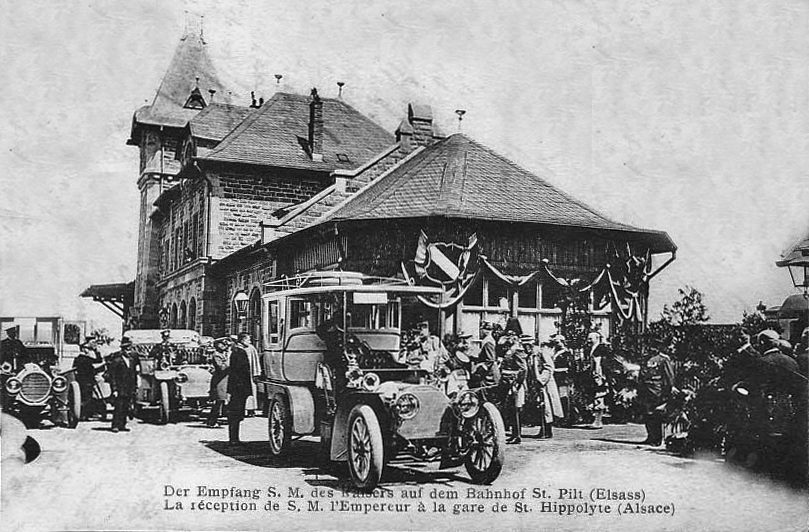
Réception de l'empereur à la gare de Saint-Hippolyte, parfois surnommée « gare du Kaiser », en 1905.
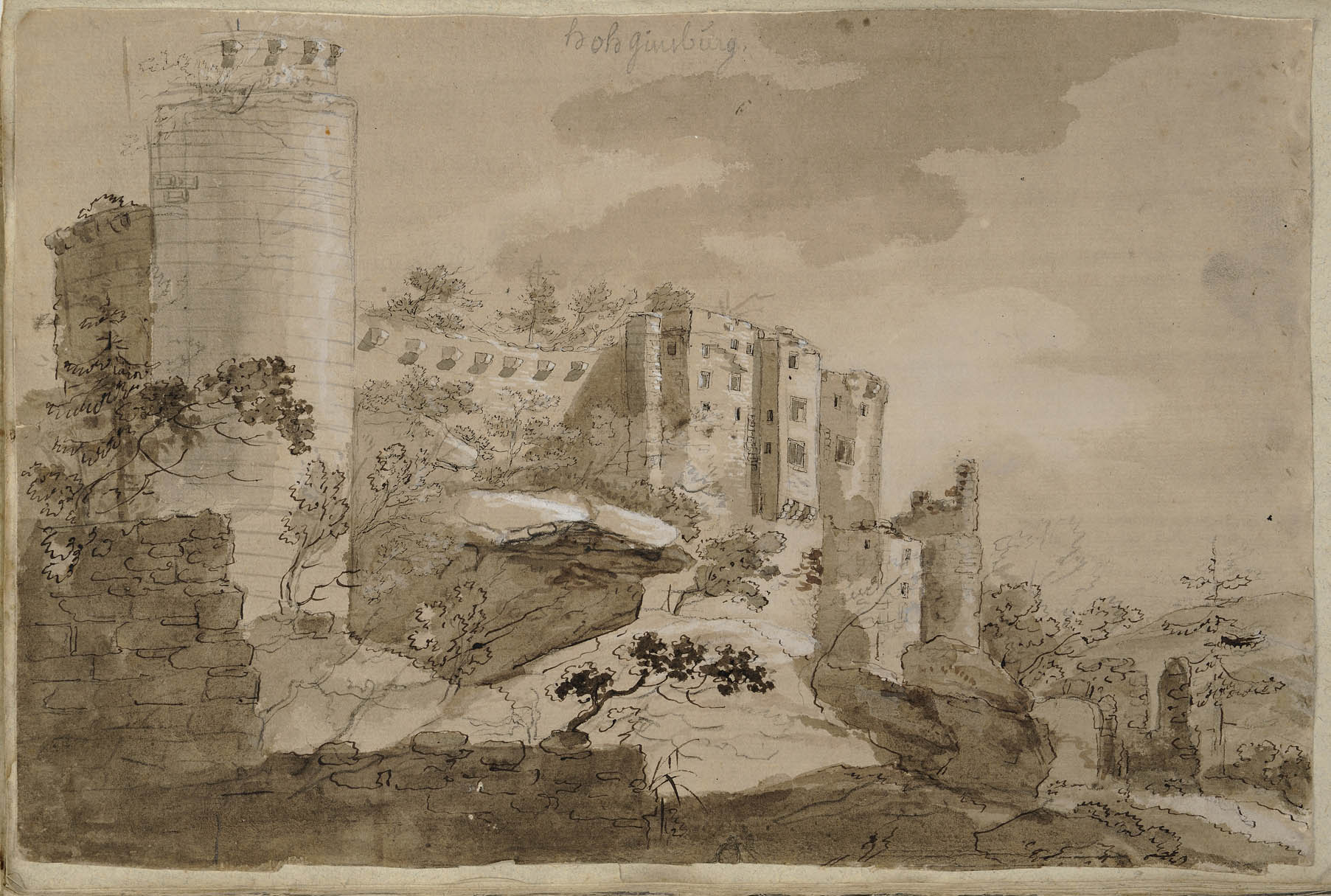
Château du Haut-Koenigsbourg François Walter, fin du XVIIIe siècle
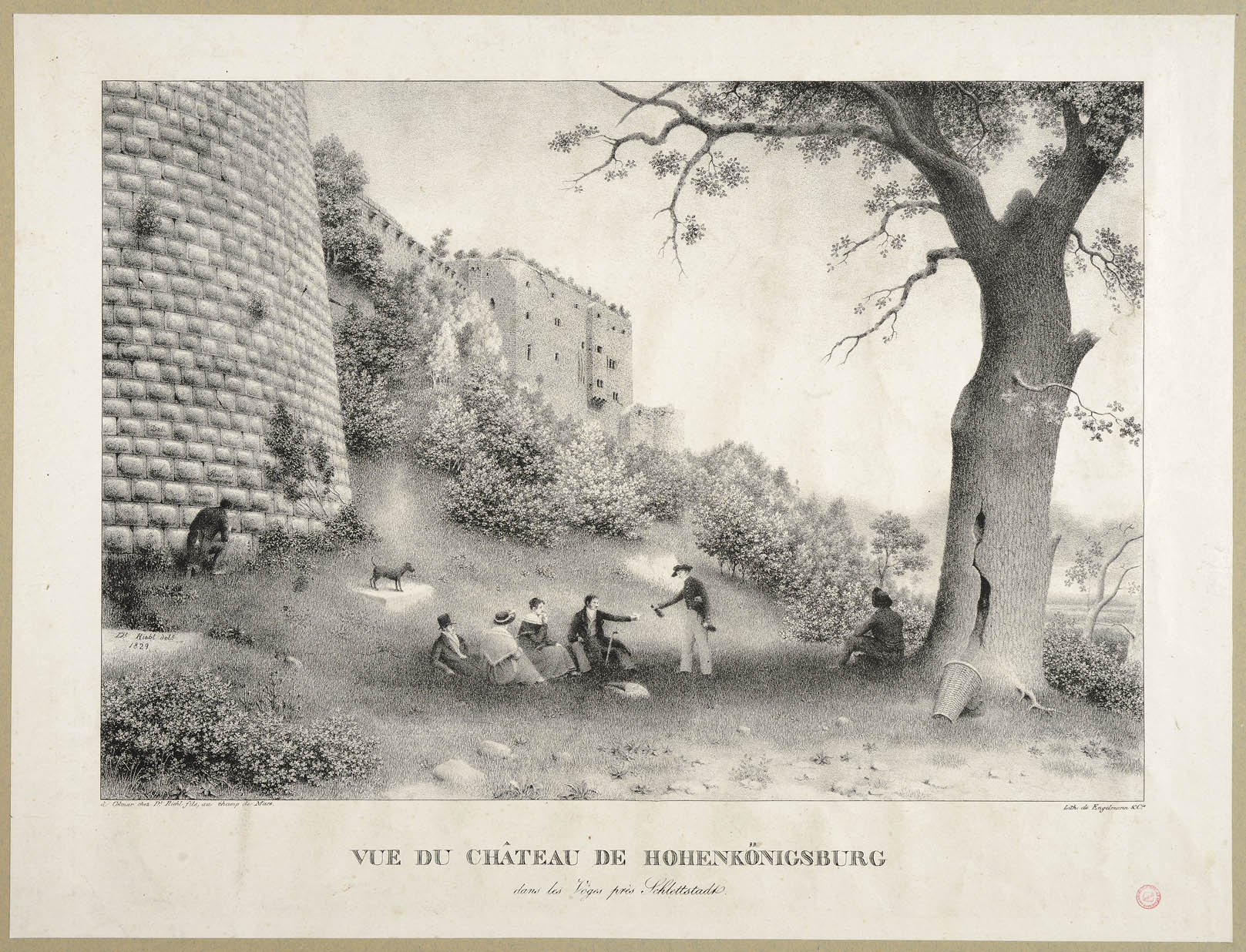
D. Riehl, vue du Haut-Koenigsbourg, lithographie, 1829
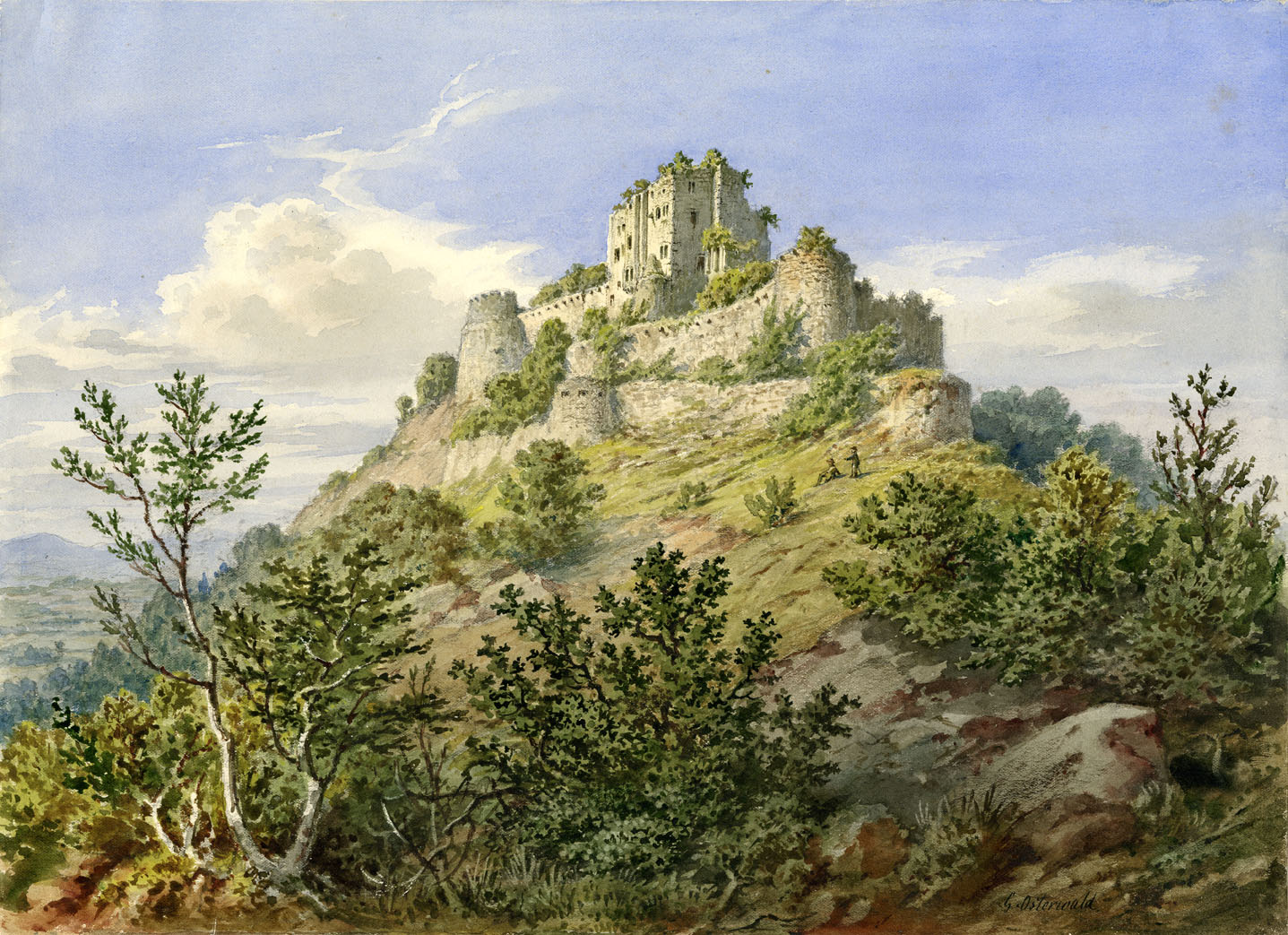
Osterwald Château du Haut-Koenigsbourg, 1873
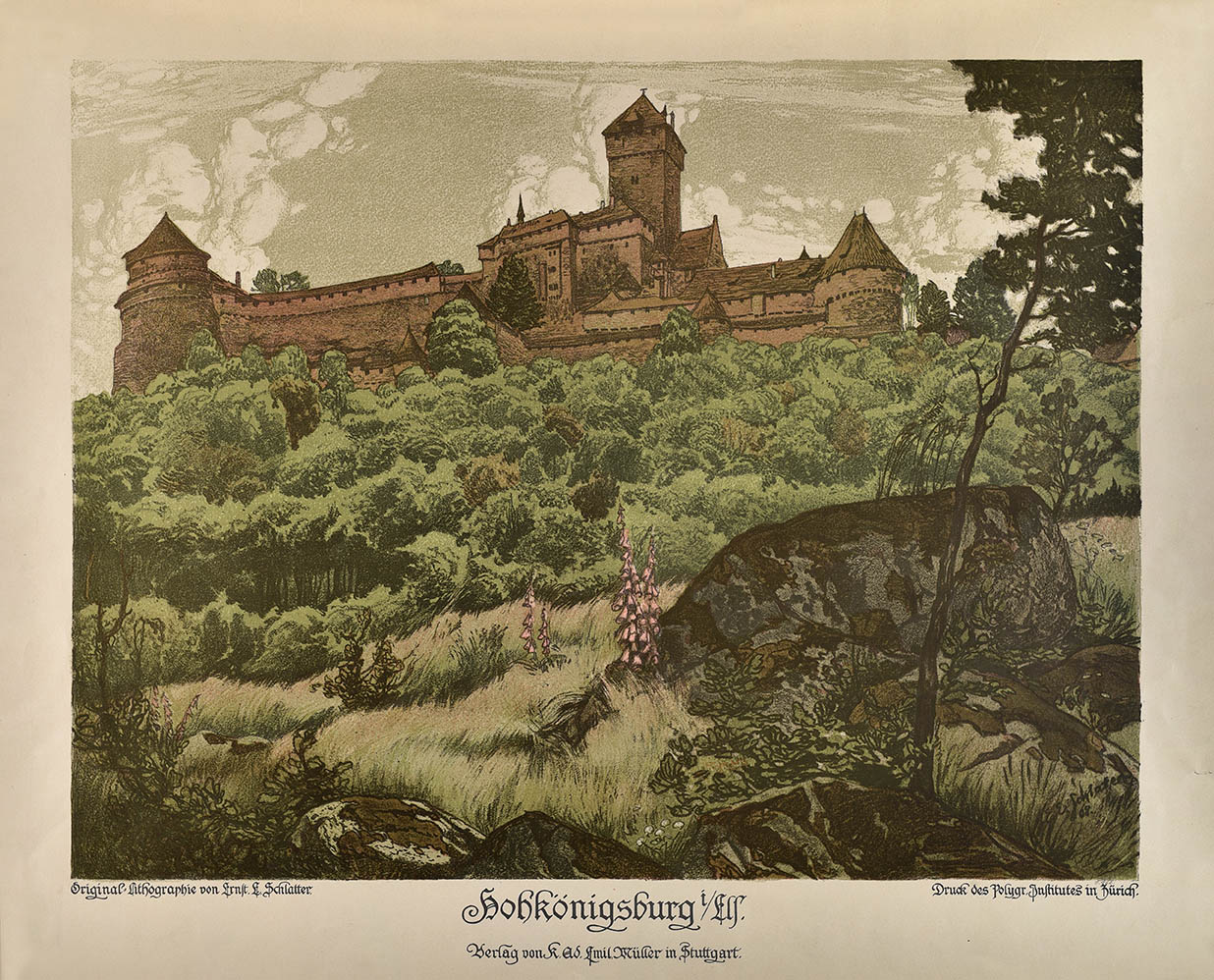
Ernst Emil Schlatter, Hohkönigsburg, 1908
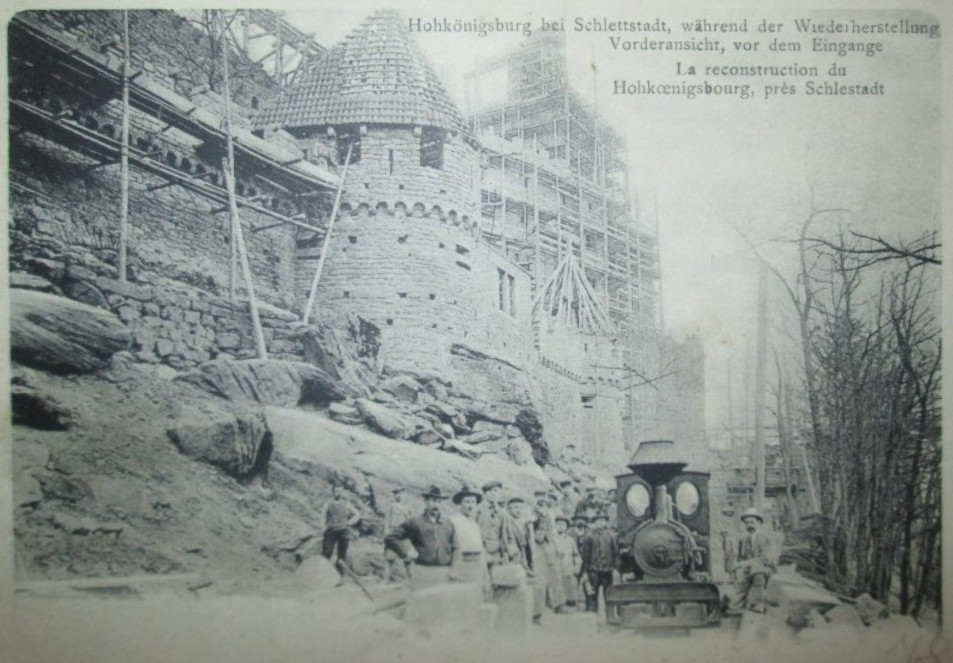
Voie ferrée du château du Haut-Koenigsbourg, entre 1901 et 1908
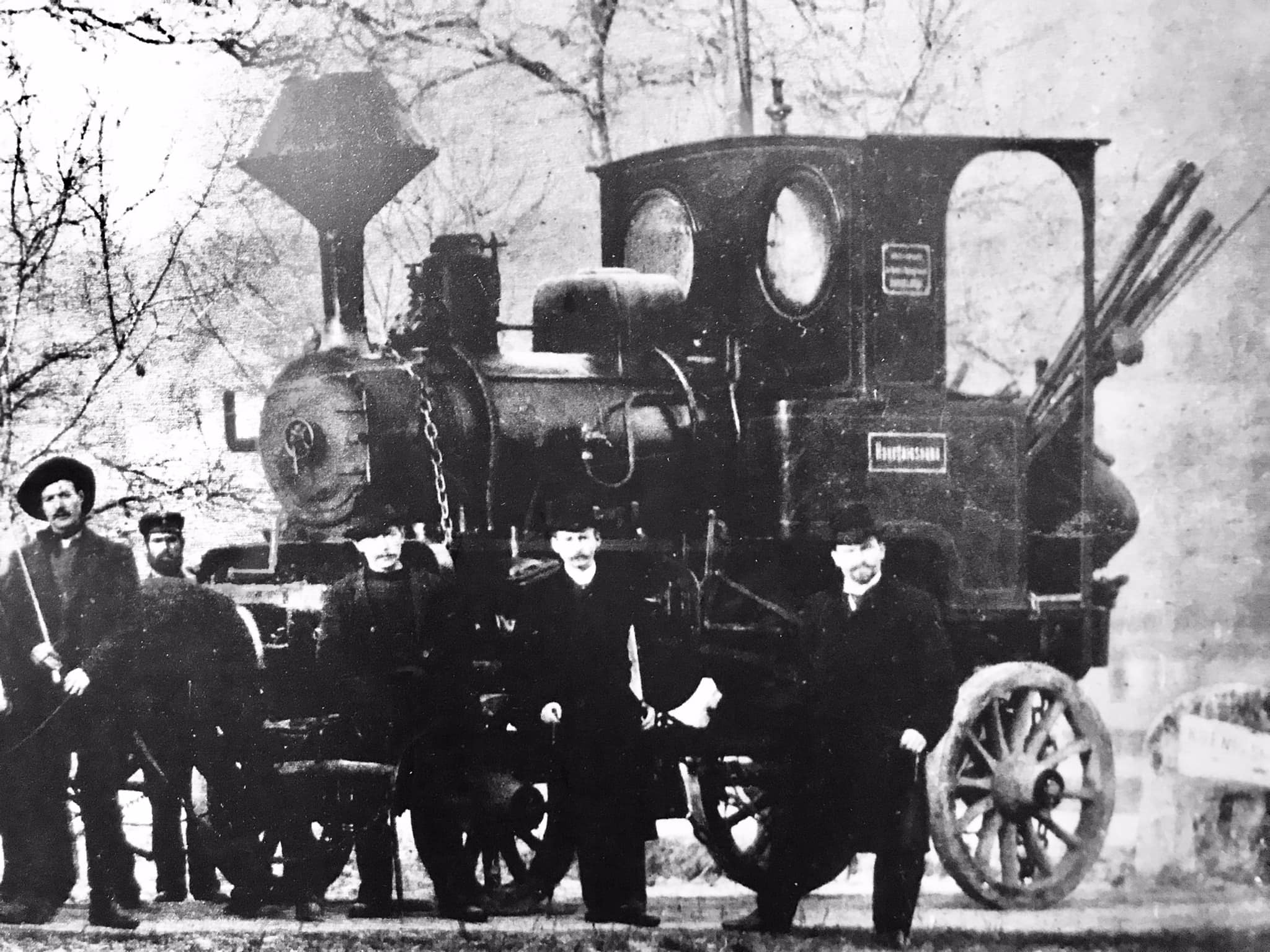
La voie ferrée du château, avec une petite locomotive 020T Krauss de 5 tonnes nommée "Hilda"

### De nos jours
À l'issue de la Première Guerre mondiale en 1919, le château, bien privé de l'ancien empereur assimilé à une propriété de l'Empire allemand, entre en possession de l'État français lors de la restitution de l'Alsace-Lorraine, en application de l'article 56 du traité de Versailles.
Cependant, le blason de Guillaume II est toujours visible au sein du château. Il reste ainsi un des symboles en Alsace de la présence allemande entre 1871 et 1918, partagé entre la restauration majoritairement crédible de l'architecte et la vision romantique du Moyen Âge de Guillaume II.

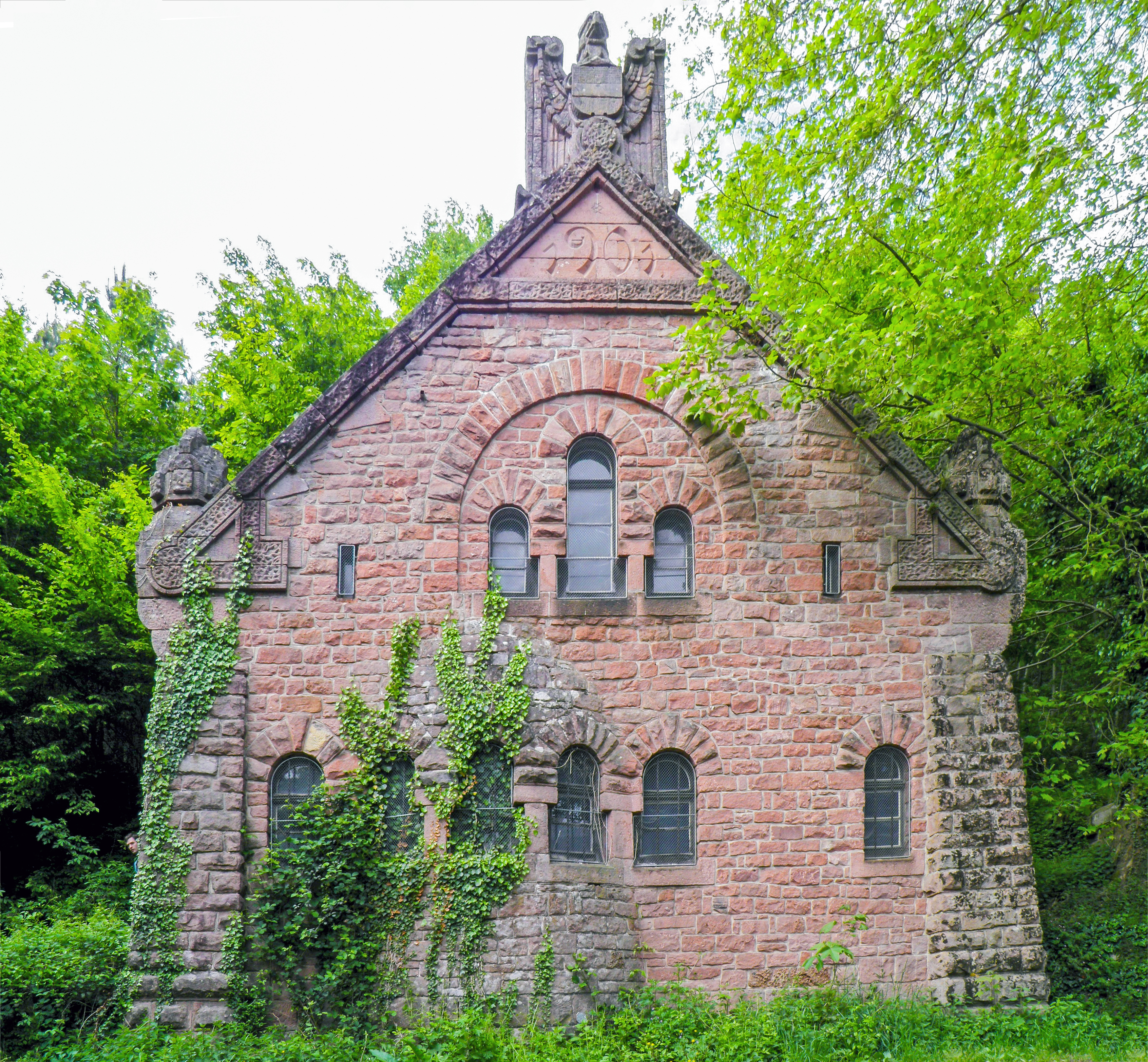
La station de pompage du château.

Le Haut-Koenigsbourg, devenu propriété de l'État français, acquiert le statut de Palais national en 1919, dont l'entretien et la restauration ont été réalisés sous la maîtrise d'œuvre de l'architecte des bâtiments civils et palais nationaux du Bas-Rhin jusqu'en 1991, puis par l'architecte des bâtiments de France pour les travaux d'entretien et l'architecte en chef des monuments historiques territorialement compétent pour les travaux de restauration.
Ses abords sont classés par arrêté du 16 février 1930. Mais alors que les ruines avaient été classées dès 1862, il faudra attendre le 10 septembre 1991 pour voir l’inscription de la station de pompage (ou pavillon de la source) construite en 1903. Le 11 février 1993, un arrêté ministériel procède au classement au titre des monuments historiques de l'intégralité du monument, y compris des parties restituées. Les ruines du château de l'Oedenbourg ou Petit-Koenigsbourg bénéficieront, elles aussi, d’une inscription puis du classement aux mêmes dates,.
Dans le même temps, une attention particulière était portée à l’amélioration de l’accueil du public au château du Haut-Koenigsbourg, dont la priorité a été l’assainissement et l’alimentation en eau.
La propriété du château du Haut-Koenigsbourg est transférée de l'État au conseil général du Bas-Rhin en janvier 2007. Il s'agit du premier bien patrimonial transféré par l'État à une collectivité territoriale parmi une liste de 176 biens transférables arrêtée en 2004.
Le 16 décembre 2011, la toiture du château du Haut-Koenigsbourg subit des dommages lors du passage de la tempête Joachim.
Ce monument historique bénéficie d'une très forte fréquentation touristique, avec près de 550 000 visiteurs annuels.
| 2016    | 2017    | 2018    | 2019    | 2020    | 2021    |
| ------- | ------- | ------- | ------- | ------- | ------- |
| 522 005 | 518 279 | 538 528 | 561 652 | 140 121 | 280 604 |

## Controverse sur une restauration

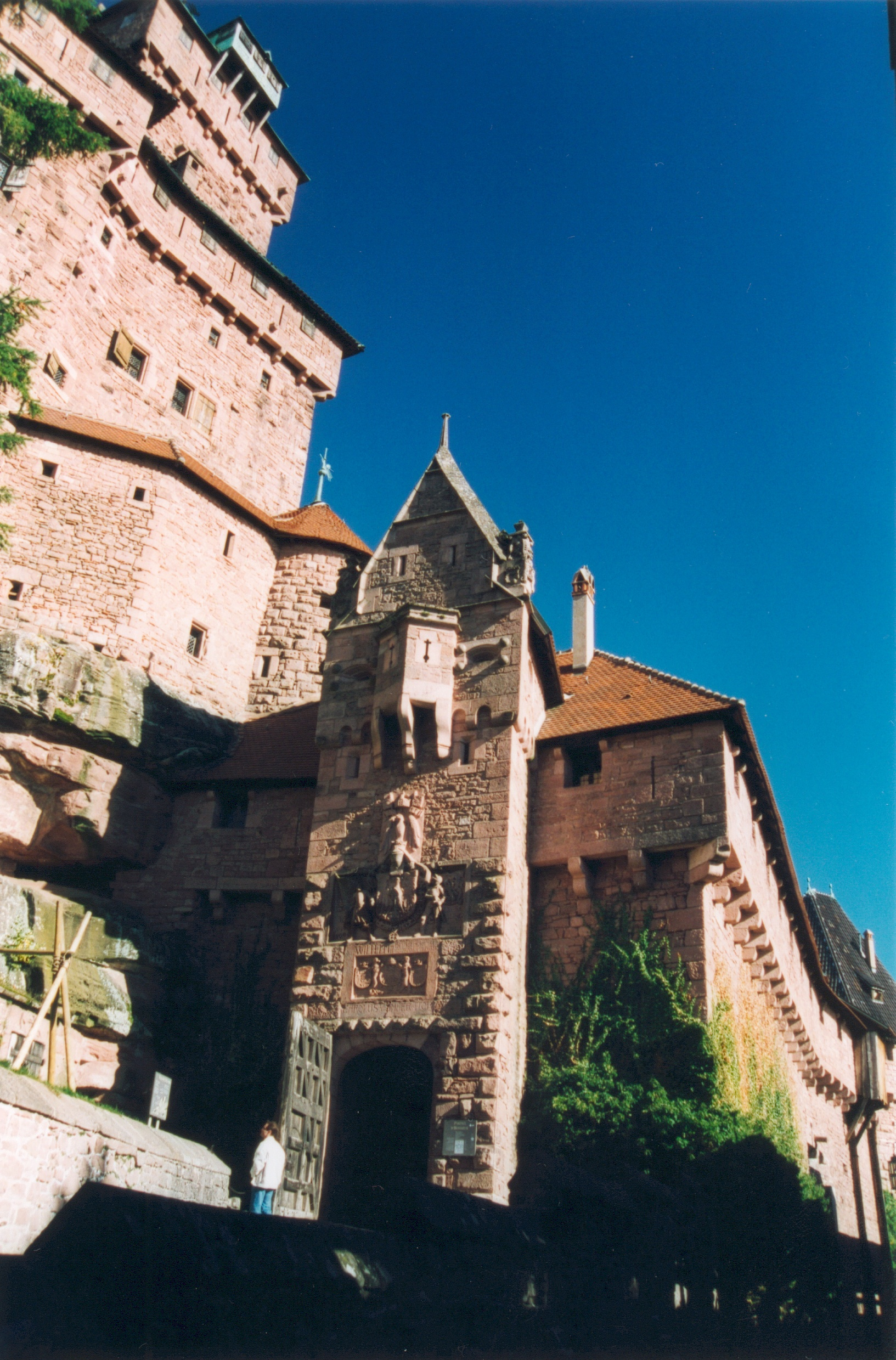
La porte d'honneur du château, un des points de polémique.

Cette cession historique à Guillaume II et les intentions de ce dernier — se légitimer comme successeur des Hohenstaufen et des Habsbourg et montrer la germanité de l'Alsace — sont sans doute, en partie, à l'origine des polémiques autour de cette restauration engagée sous la direction de Bodo Ebhardt.
Si aujourd'hui la reconstitution de Bodo Ebhardt est admise comme plausible, la rénovation du château était néanmoins sujette à polémique à l'époque. Les détracteurs de la reconstruction, préférant de loin le charme des ruines au château reconstruit, notèrent que certains éléments furent imaginés par l'architecte, car ils étaient complètement détruits. De nombreux ensembles étaient alors considérés comme fantaisistes :
- le donjon carré. En effet dans une gravure ancienne, il est présenté comme rond mais les fondations prouvent bien que la vision de l'architecte était exacte[35] ;
- la salle du Kaiser et ses dimensions originelles non restituées. En effet, l'architecture en pierre et la présence du poêle et de la cheminée montrent qu'à l'origine cette pièce était composée de deux étages et plusieurs pièces. L'état actuel de cette pièce était une exigence de Guillaume II pour montrer la force et l'importance de l'État allemand ;
- l'escalier d'honneur hexagonal — avec ses sculptures —, considéré comme trop décoré pour un élément du Moyen Âge ;
- la porte d'honneur, entrée du château, et ses bas-reliefs. Lors de la restauration du château, cette porte était complètement détruite et absente ;
- la présence du moulin à vent sur une tour d'artillerie et de la forge dans la cour basse[36].

Cependant, aujourd'hui, on considère que Bodo Ebhardt, au travers de cette restauration « est en tout cas resté dans les limites de la vraisemblance, ayant toujours eu le souci de s'inspirer des nombreux édifices qu'il avait étudiés avant d'élaborer son projet ».
Les caricaturistes de l'époque s'en donnèrent à cœur joie comme Henri Zislin ou Jean-Jacques Waltz qui réalisa plusieurs planches sur ce sujet. Elles sont actuellement visibles au musée de Hansi à Riquewihr.
Il y a cent ans, le restaurateur se permettait de traiter un monument comme une œuvre d’imagination, et il pouvait rêver d’un Moyen Âge idéal et d’une pureté de style tout à fait théorique. Dès lors s’affrontaient déjà deux conceptions. D’une part celle de Viollet-le-Duc, imprimant la marque de l’architecte-artiste à l’édifice, qui devait recevoir un fini parfait et « si nécessaire être corrigé et complété », quitte à être falsifié. D’autre part celle de Luca Beltrami, au château des Sforza à Milan, Bodo Ebhardt, au château impérial de Haut-Koenigsbourg, Conrad Steinbrecht, au château du grand-maître des chevaliers teutoniques à Malborg (Forteresse teutonique de Marienbourg). Cette seconde démarche constituait un pas décisif vers la restauration scientifique. Elle est plus proche des conceptions d’Arcisse de Caumont, qui demandait déjà au milieu du XIXe siècle que soit respecté le monument, que soit définie une doctrine scientifique. Si les nouveaux restaurateurs vers 1900 cherchent à intégrer toutes les époques, ils ne résistent pas à l’envie de remonter tous les murs même si certains de ceux-ci avaient été détruits anciennement lors de transformations intentionnelles.
Cependant, malgré ces critiques, on peut considérer, comme François Loyer que «… le souci archéologique est bien réel, la reconstitution crédible et les détails fondés. C’est même, probablement, la plus exacte des restitutions qui aient été jamais tentées ».
On regrette beaucoup de ne pas pouvoir distinguer plus aisément les parties reconstituées. Cependant, Bodo Ebhardt marque les parties restaurées par un signe distinctif ou travaille la pierre différemment. De plus, il faut louer ce restaurateur et ses contemporains d’avoir œuvré pour une très grande lisibilité et la plus exacte possible des plans généraux, de l’articulation des volumes et de la fonction des détails.
À la suite du transfert de la propriété du château (anciennement propriété de l'État, ministère de la culture) au département du Bas-Rhin, le 1er janvier 2007, la collectivité territoriale a souhaité doter le château d'un groupe de travail composé des meilleurs spécialistes de leurs domaines, regroupé en une « Commission scientifique du Haut-Koenigsbourg ».
Sophie Wisselmann Julien a été nommée directrice du Haut-Koenigsbourg. Elle est par ailleurs porteuse du projet de création d'un réseau de châteaux à l'échelle du Rhin supérieur.

## Visite

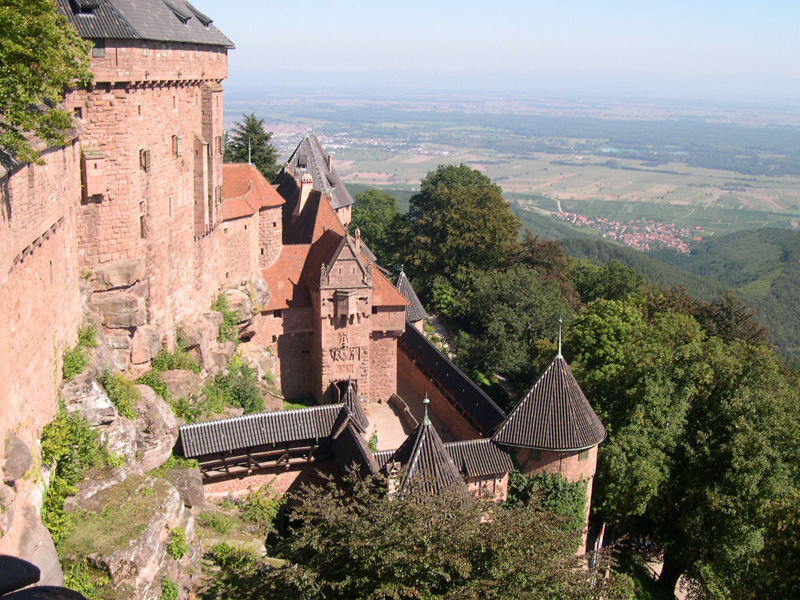
État actuel.
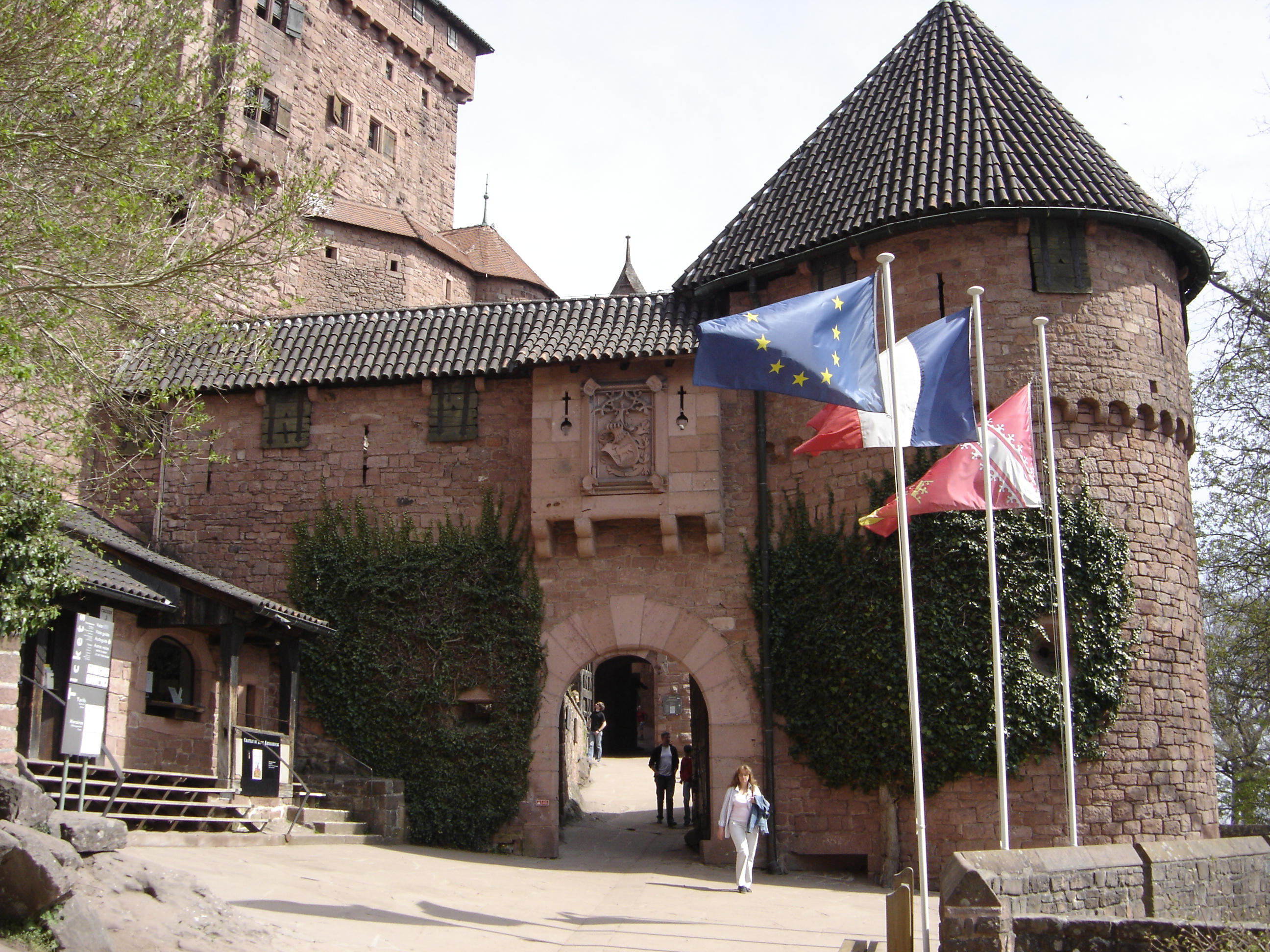
L'entrée.
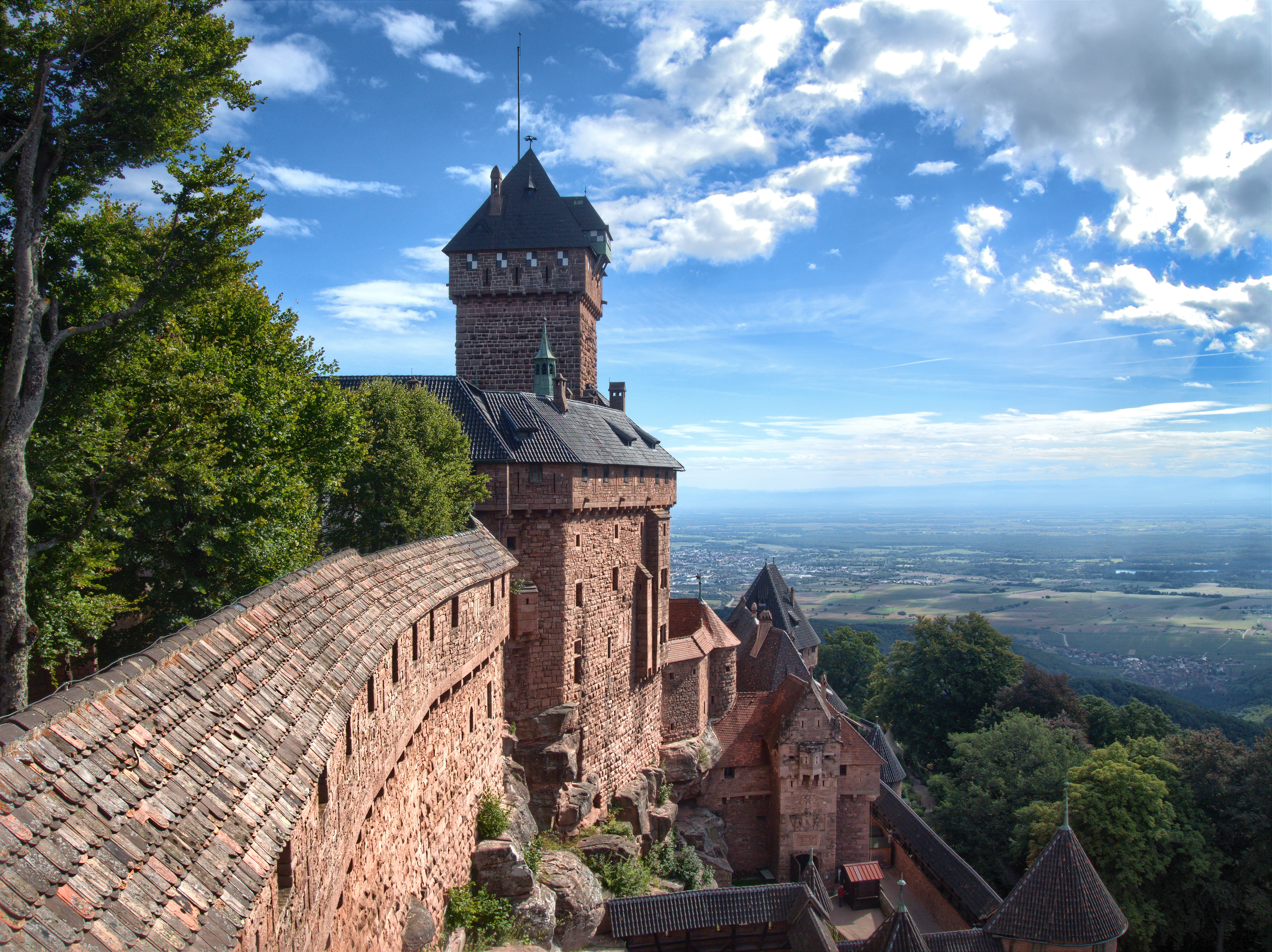
Le château en juillet 2021.

Le château a été construit sur un éperon rocheux orienté ouest-est. Les murailles, qui épousent les formes des rochers, ont une structure irrégulière. D'ouest en est, on trouve successivement :
- les bastions — dont l'énorme grand bastion — destinés à protéger le château contre des tirs d'artillerie à partir d'emplacements plus à l'ouest sur l'éperon rocheux ;
- le jardin supérieur, qui masque le logis plus à l'est de ces éventuels tirs d'artillerie ;
- le logis avec les pièces d'habitation et le donjon ;
- le bastion en étoile aux murs moins hauts protège le château seulement contre des tirs d'artillerie à partir d'emplacements plus à l'est, donc obligatoirement en contrebas de l'éperon rocheux[23].

### Entrée
L'entrée est située en contrebas. La porte est surmontée d'un bas relief avec le blason de la famille Thierstein. Sur la droite se trouve un mur d'enceinte de faible épaisseur (XVe – XXe siècle) et, sur l'éperon rocheux à gauche, le logis sud (XIIe – XXe siècle).

### Porte principale

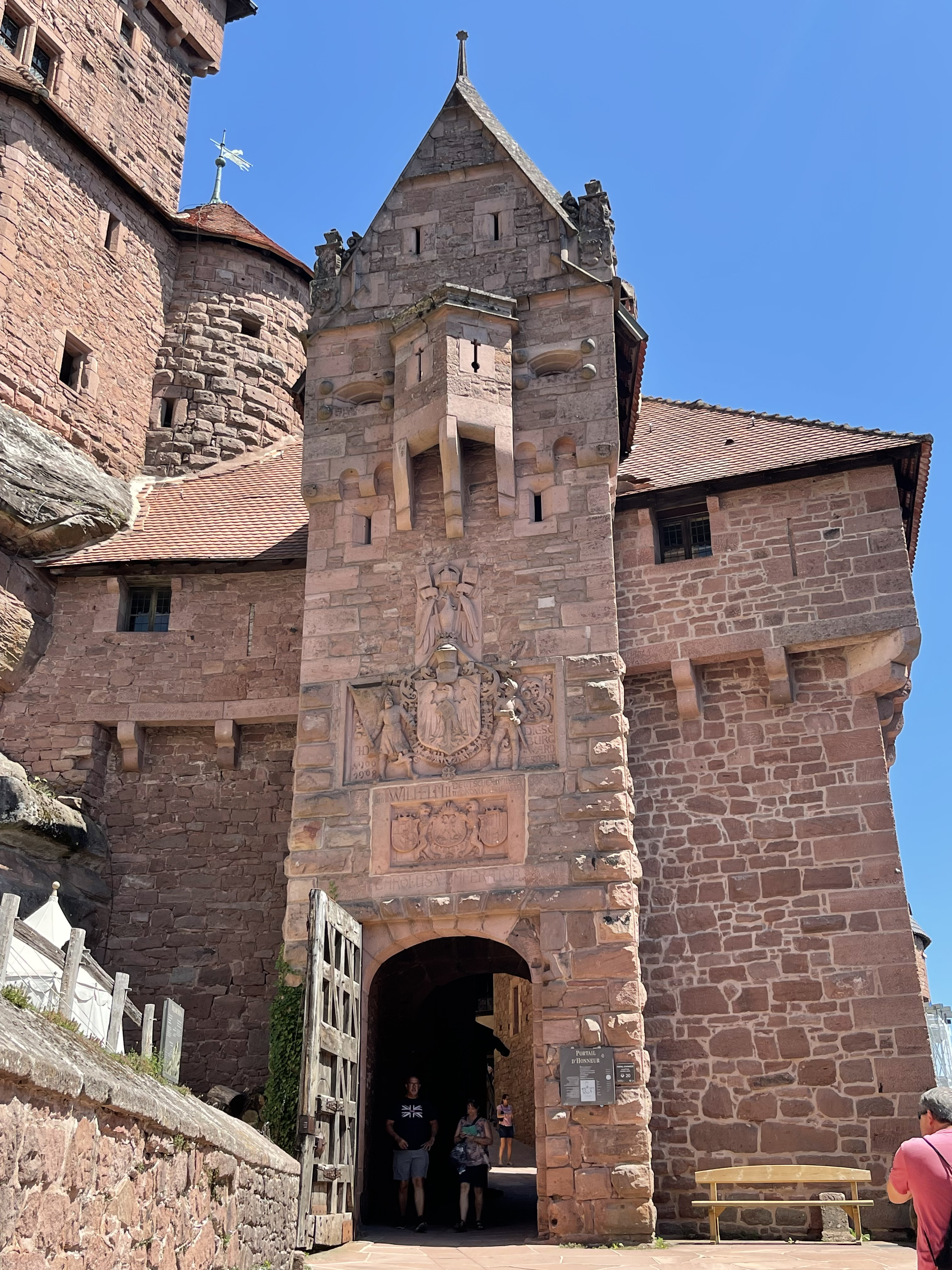
La porte principale

On débouche sur une petite cour, où la porte principale équipée d'une herse donne accès au château. Au-dessus de la porte d'entrée, on trouve les armoiries des Hohenzollern et de Charles-Quint, rappelant que le château fut restauré par l'empereur Guillaume II.
Sur le site avaient été retrouvés des restes d'armoiries originales dont il s'estimait l'héritier.

### Cour basse

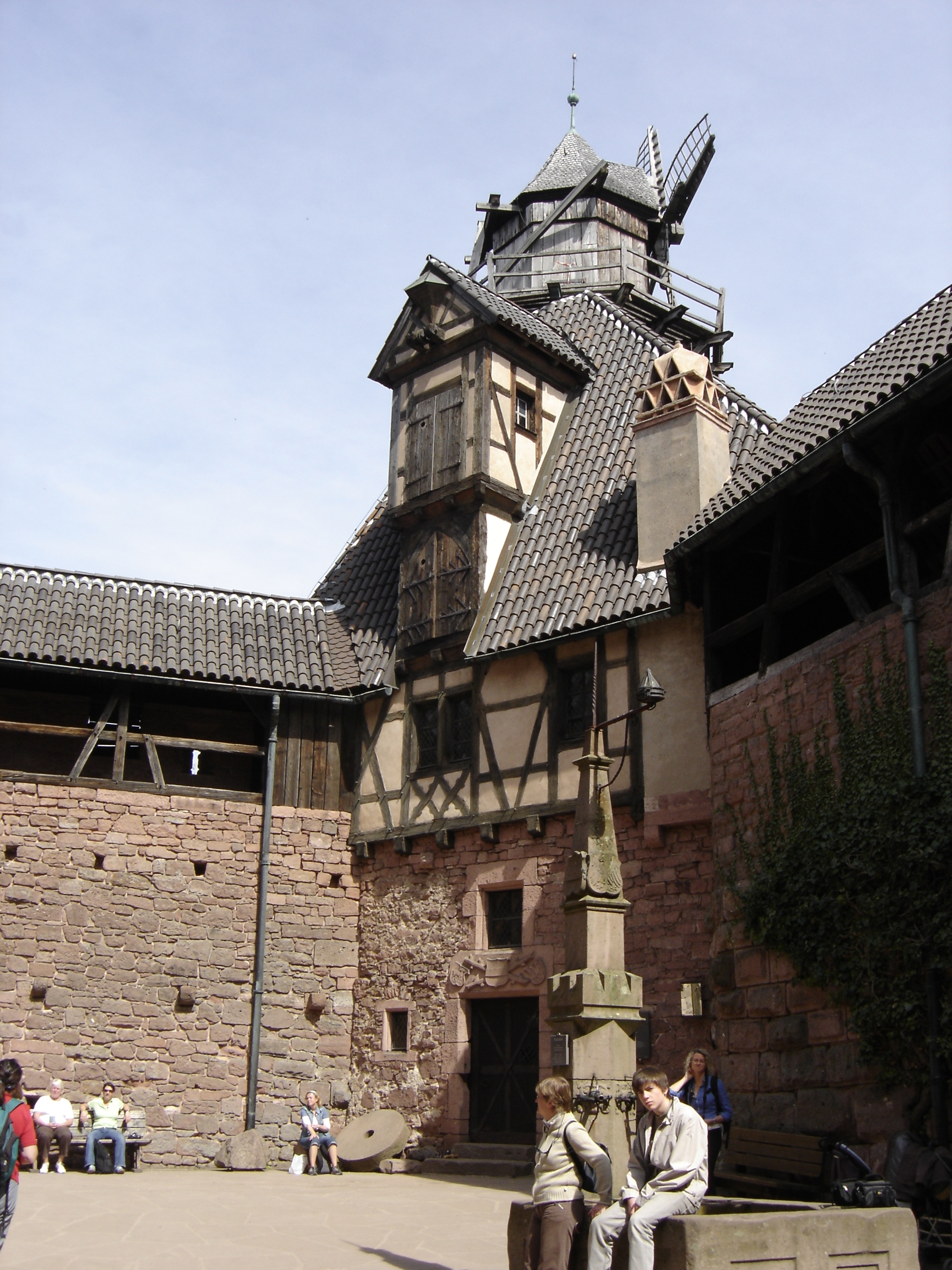
Le moulin et la fontaine.

La cour basse est entourée de communs et de locaux de service (écurie). Un bâtiment attenant est surmonté d'un moulin à vent.
Elle comprend en son milieu la copie d'une fontaine du XVe siècle conservée à Eguisheim, la forge et une maison alsacienne.
Un four à pain est attesté dans la basse-cour.

### Entrée dans le logis et porte des Lions

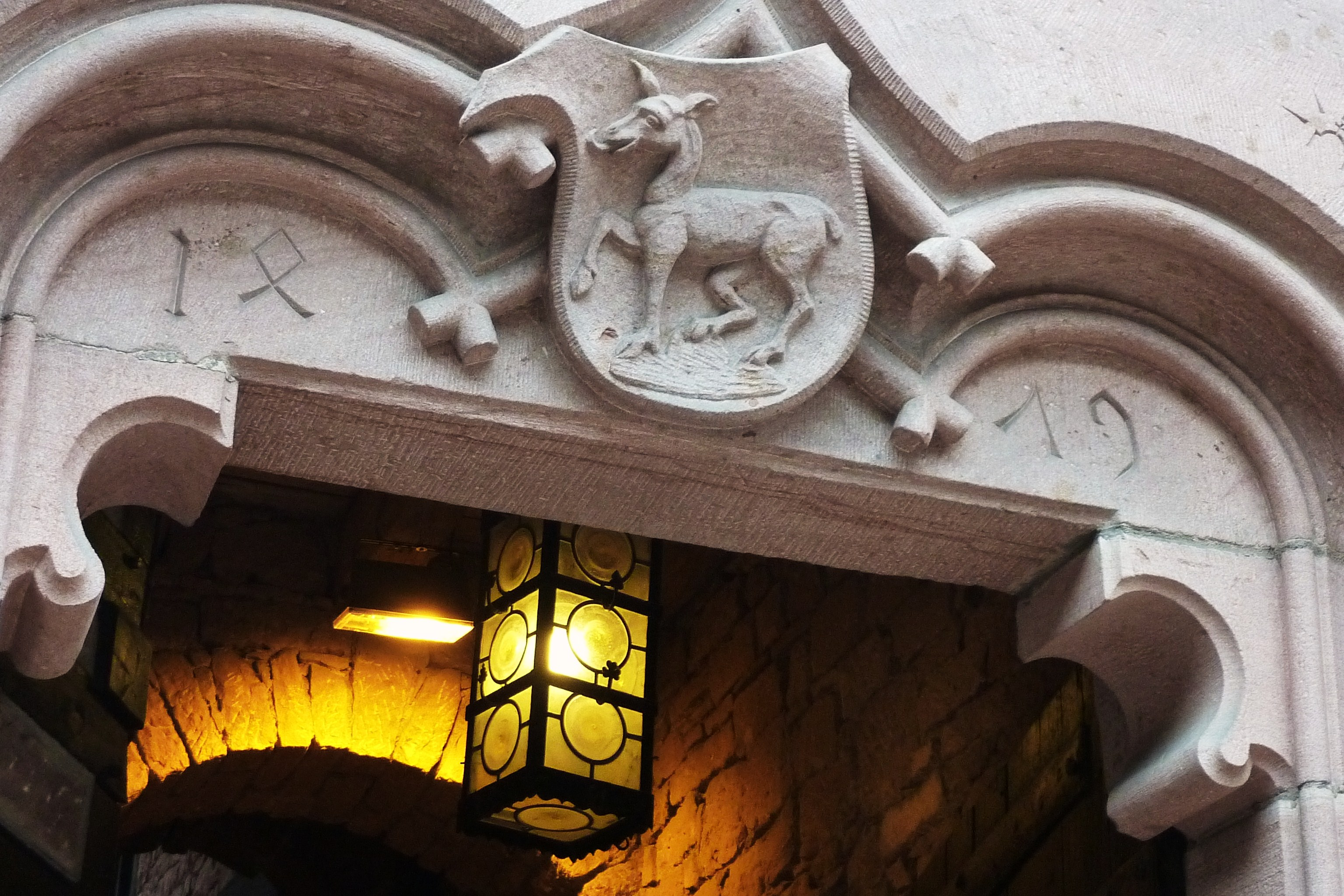
Le linteau de la porte d'entrée dans le logis, blason Thierstein.

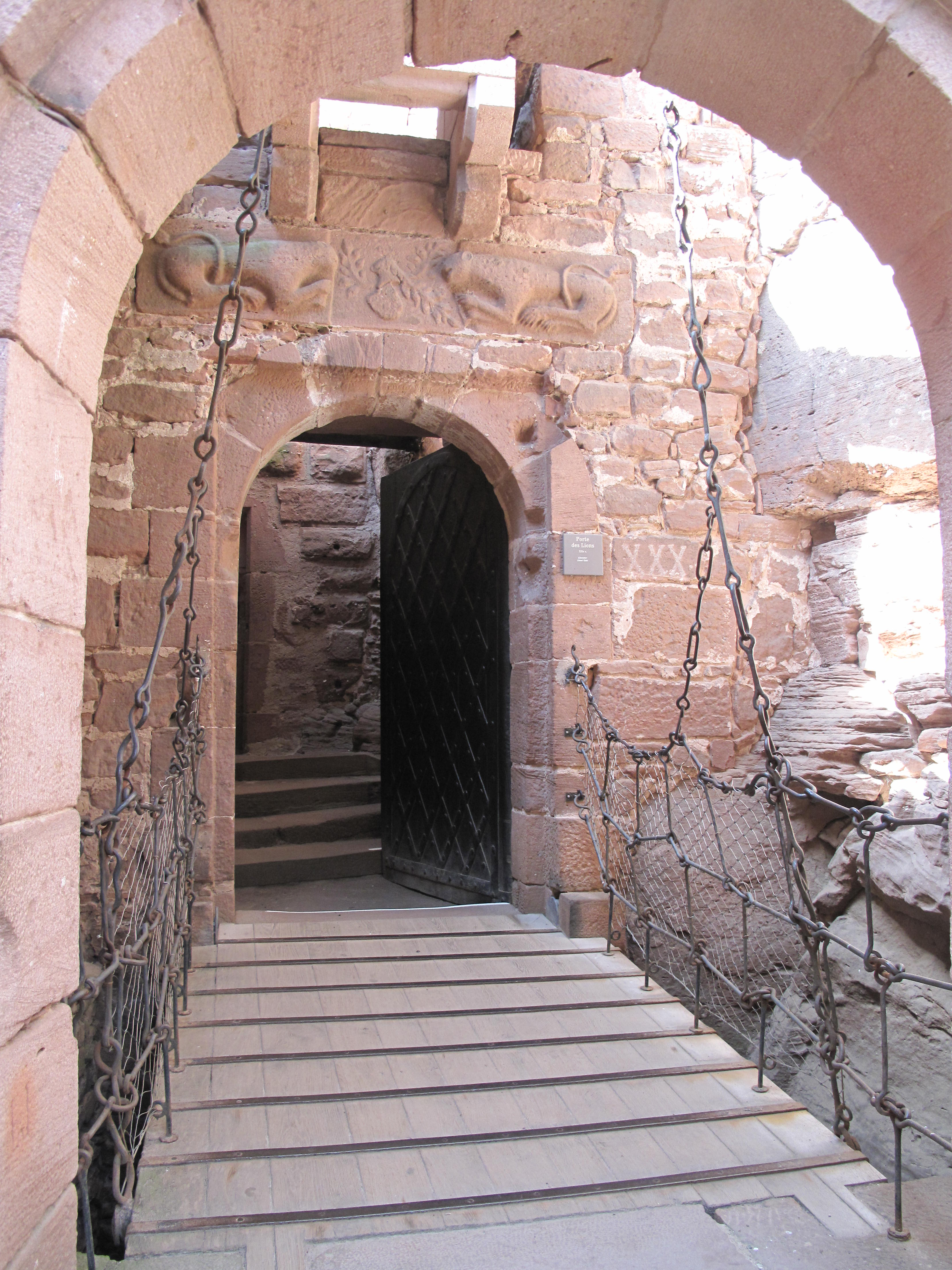
La porte des lions.

Un escalier avec de grandes marches irrégulières permettent d'accéder au logis.
Une dernière défense est constituée d'un pont-levis au niveau de la porte des Lions.

### Cour intérieure et escalier hexagonal
Au sommet, une cour intérieure est surmontée de galeries en bois, ainsi qu'une citerne avec une margelle carrée et un toit surmonté d'une sculpture de sirène.
Un escalier hexagonal en hélice permet d'accéder aux étages supérieurs ; chaque étage a un balcon décoré de fresques de chevaliers donnant sur la cour.
Le puits, profond de 62,50 mètres, a été fortifié pour ne pas se trouver séparé du logis par une attaque d'artillerie.
Par la galerie, on accède aux cuisines et au cellier, dont la longueur indique la largeur de l'éperon rocheux sur lequel est construit le château.

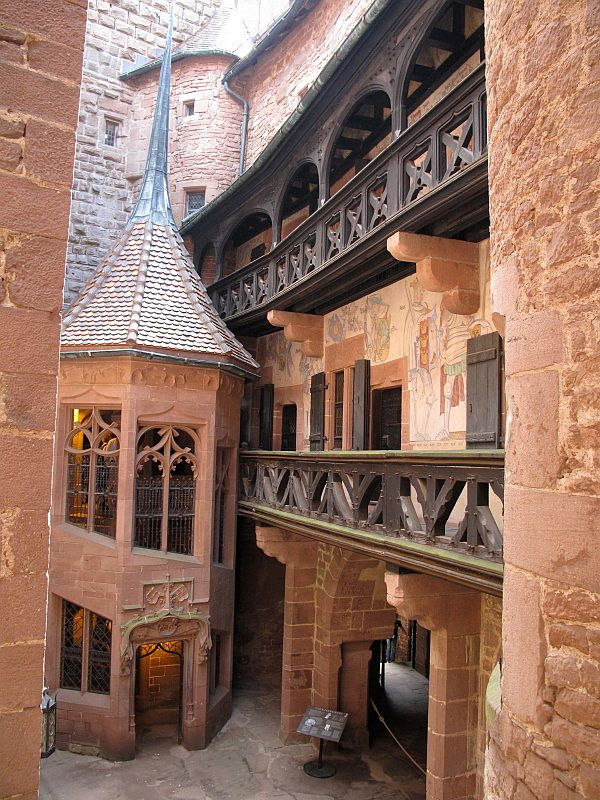
La cour.
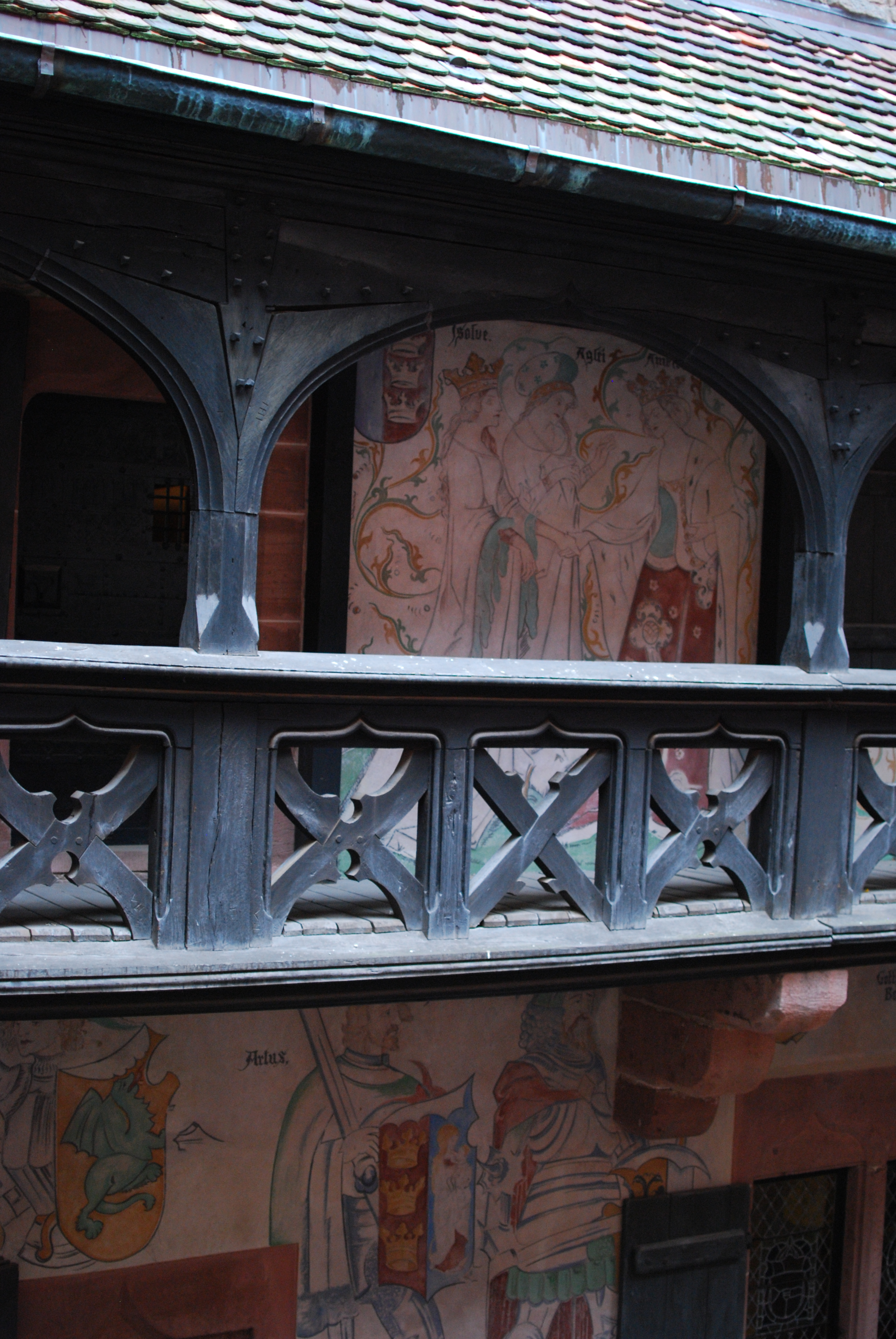
Balcons et peintures.
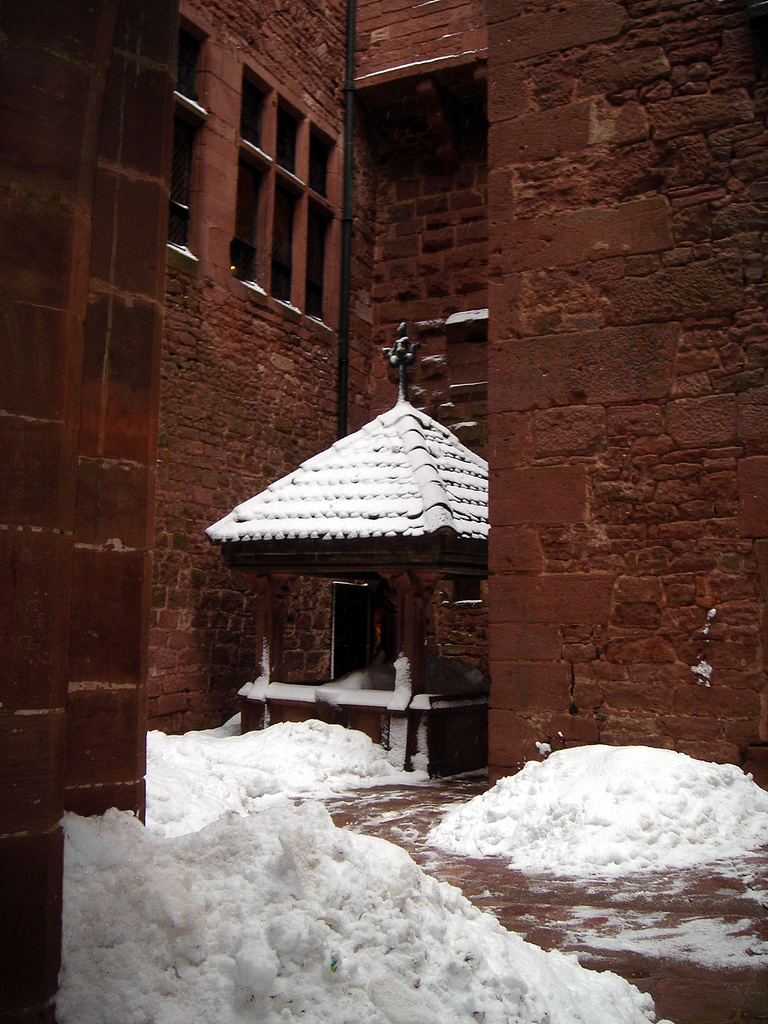
La citerne.
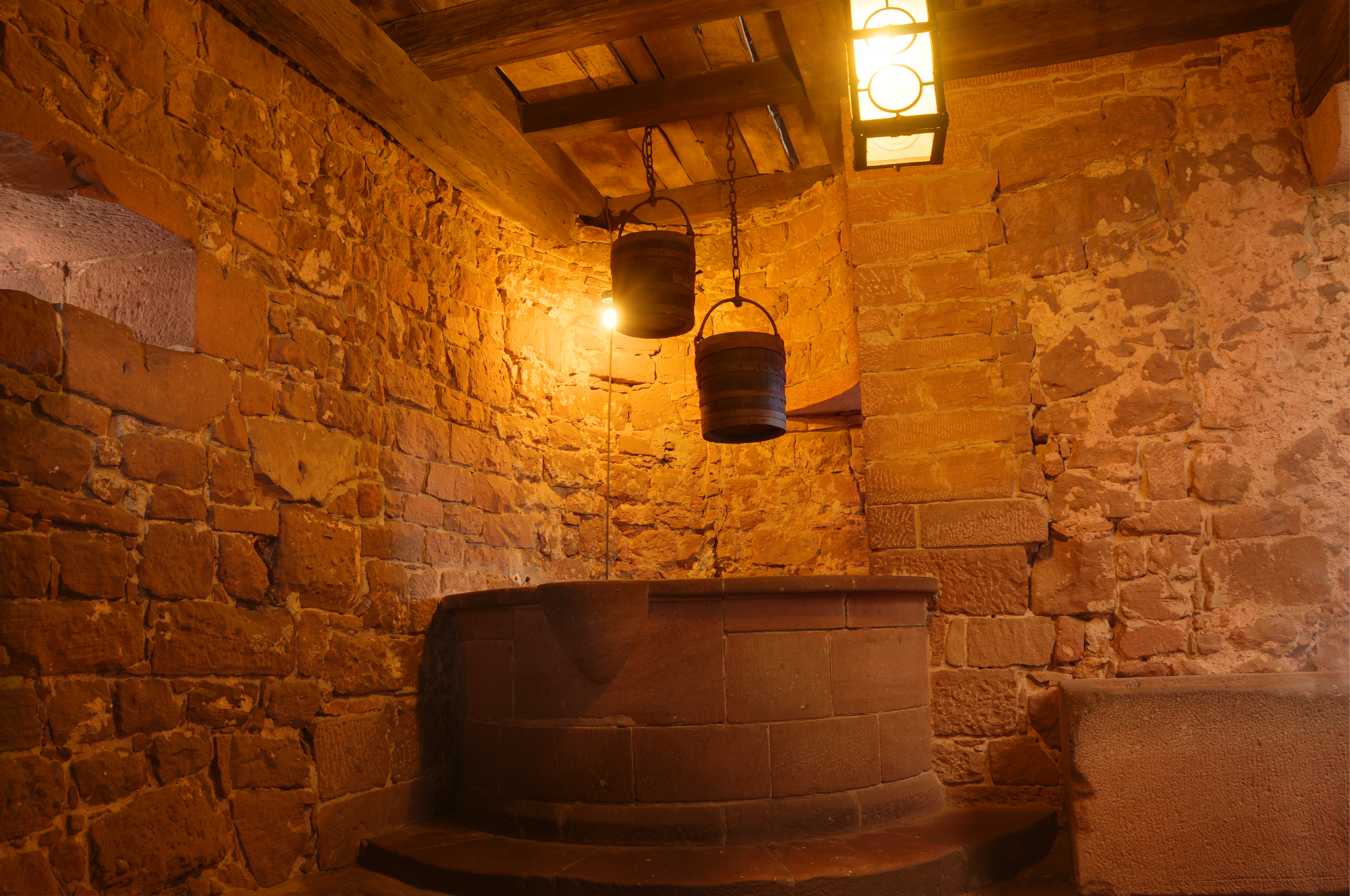
Le puits.

### Donjon

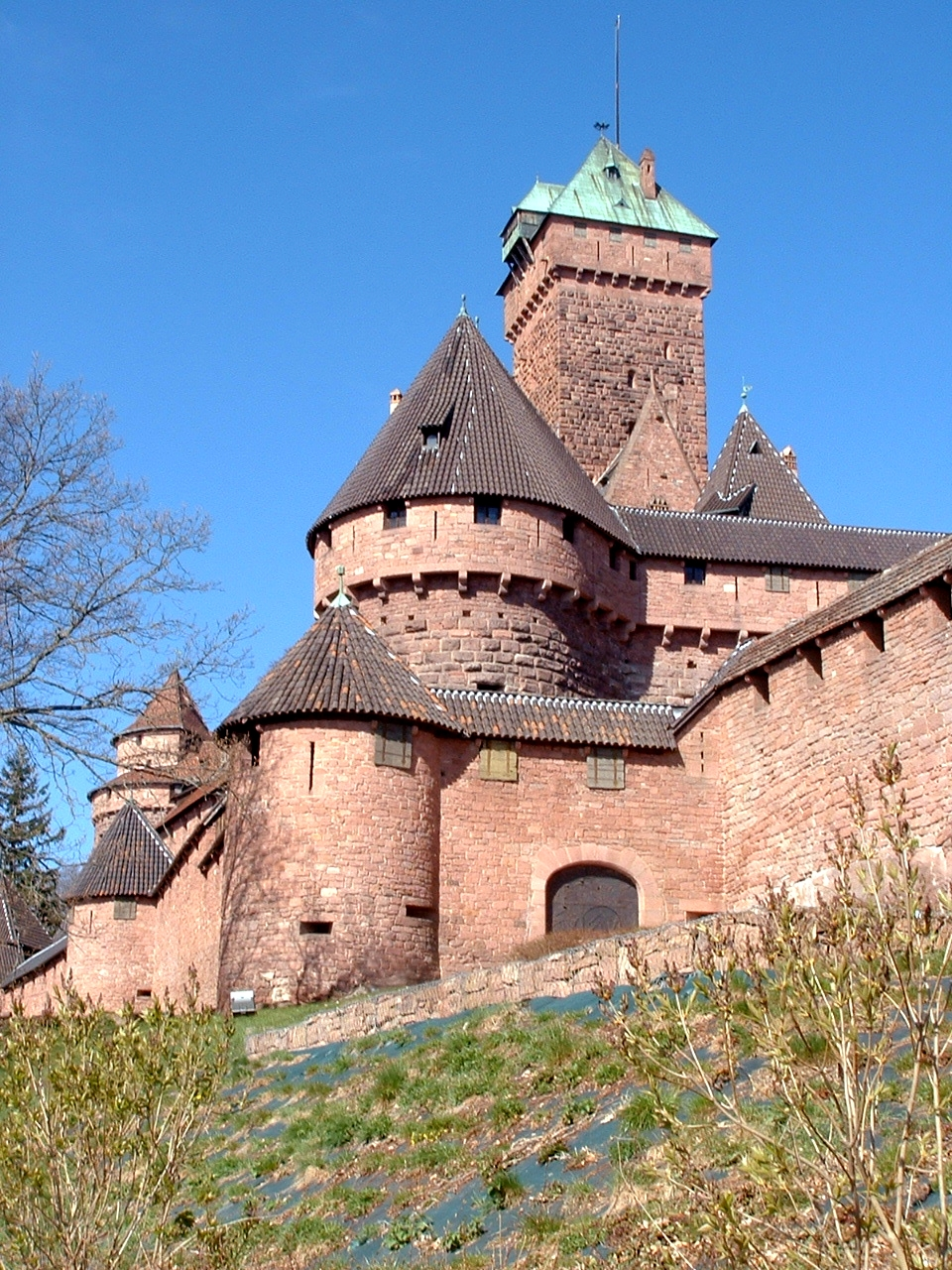
Le donjon vu depuis le pied des murailles

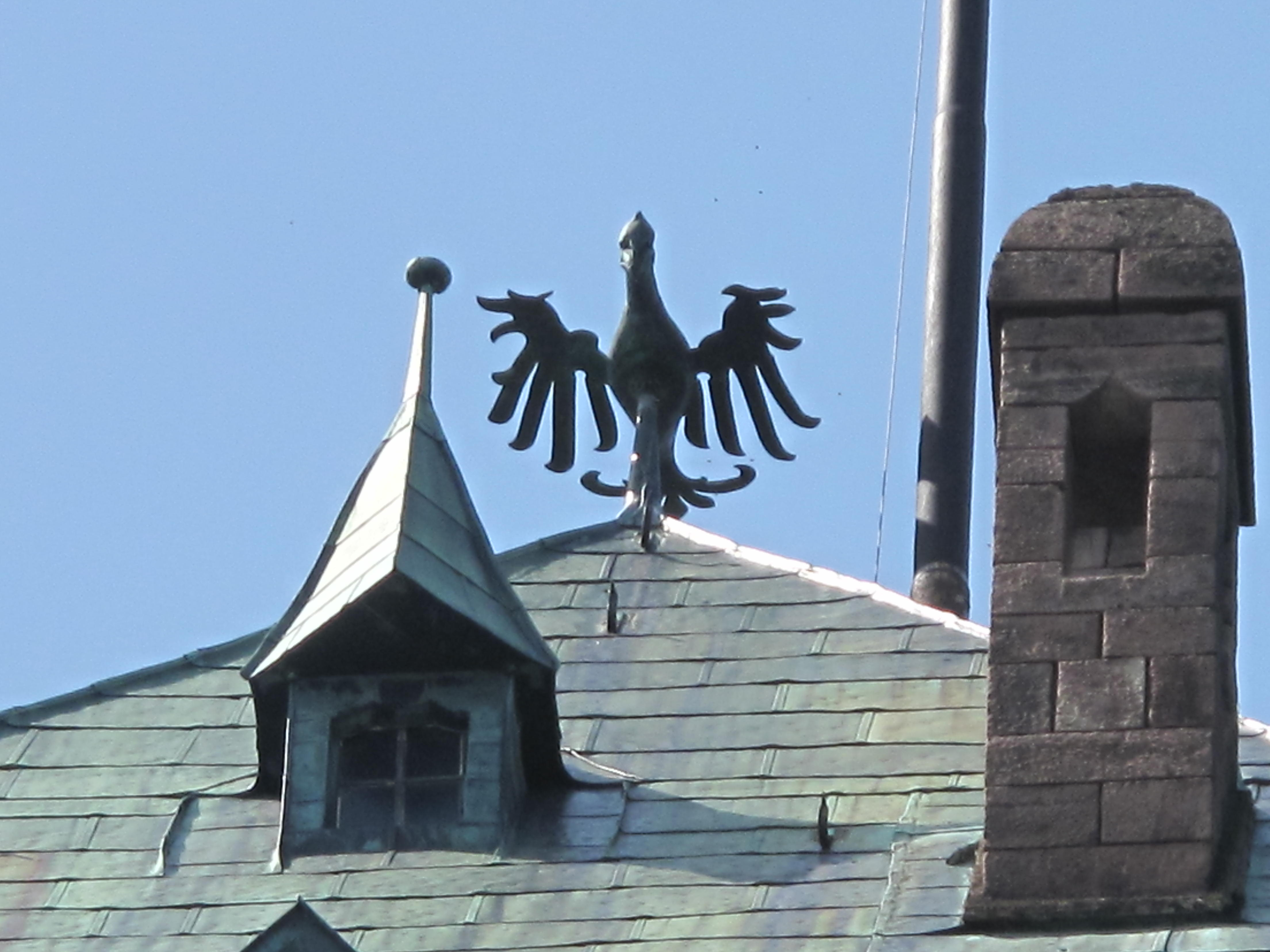
L'aigle impériale au sommet du donjon

Le donjon repose sur une base carrée préexistante de 17 mètres.
Il a été exhaussé d'autant lors de la restauration et protégé par une toiture.

### Salle du Kaiser

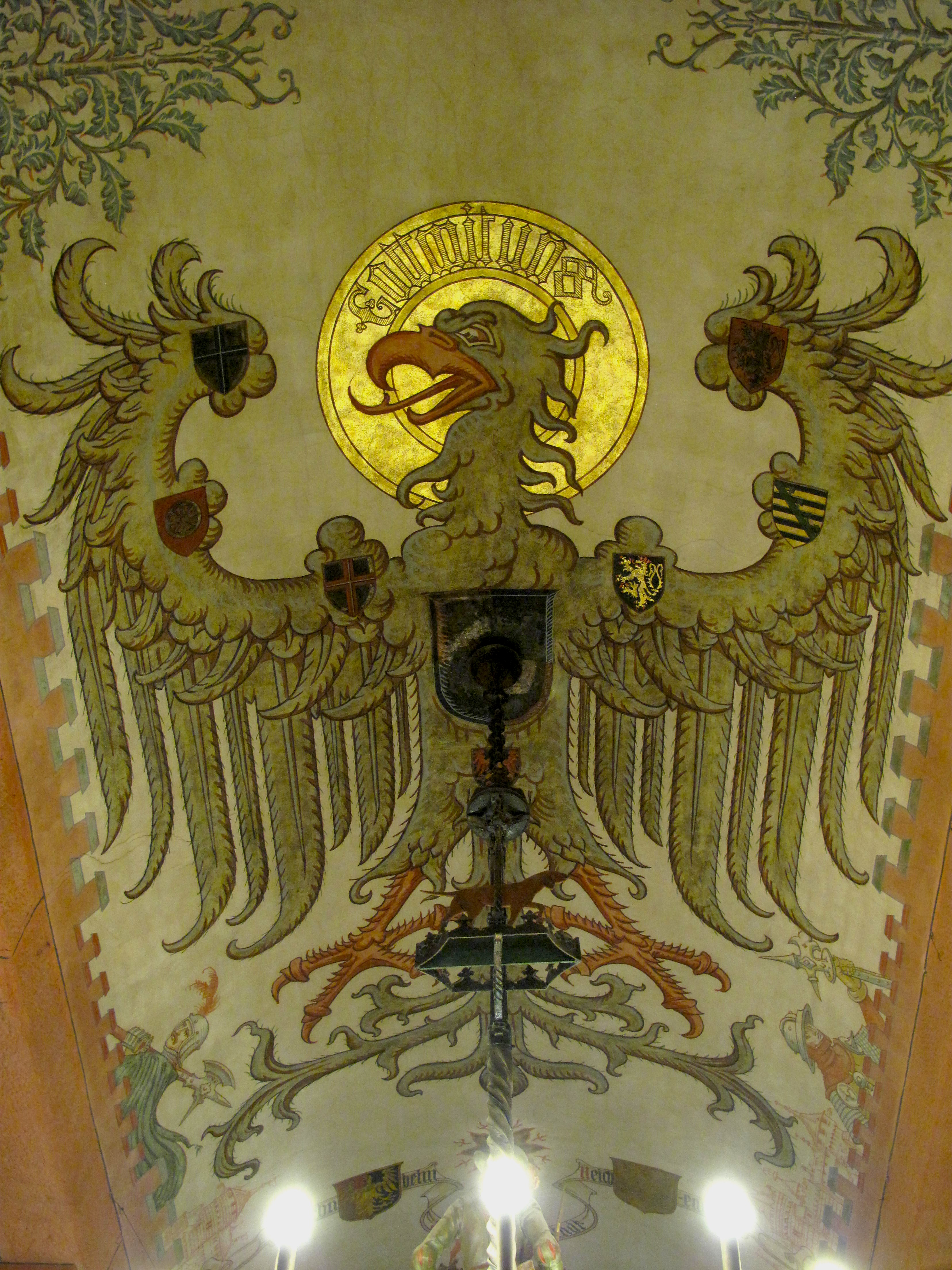
L'aigle à la base du lustre de la salle du Kaiser.

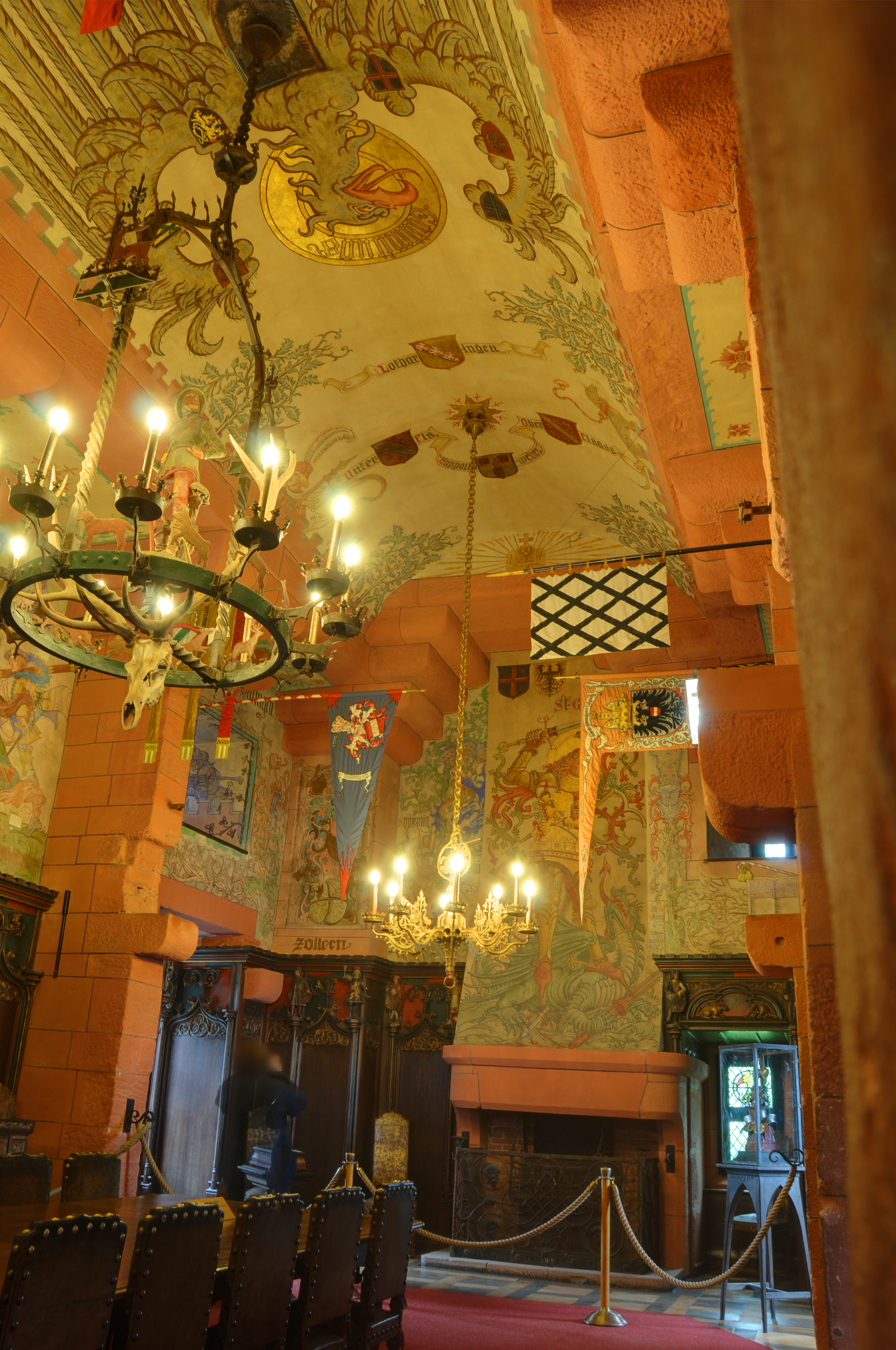
La salle de banquet.

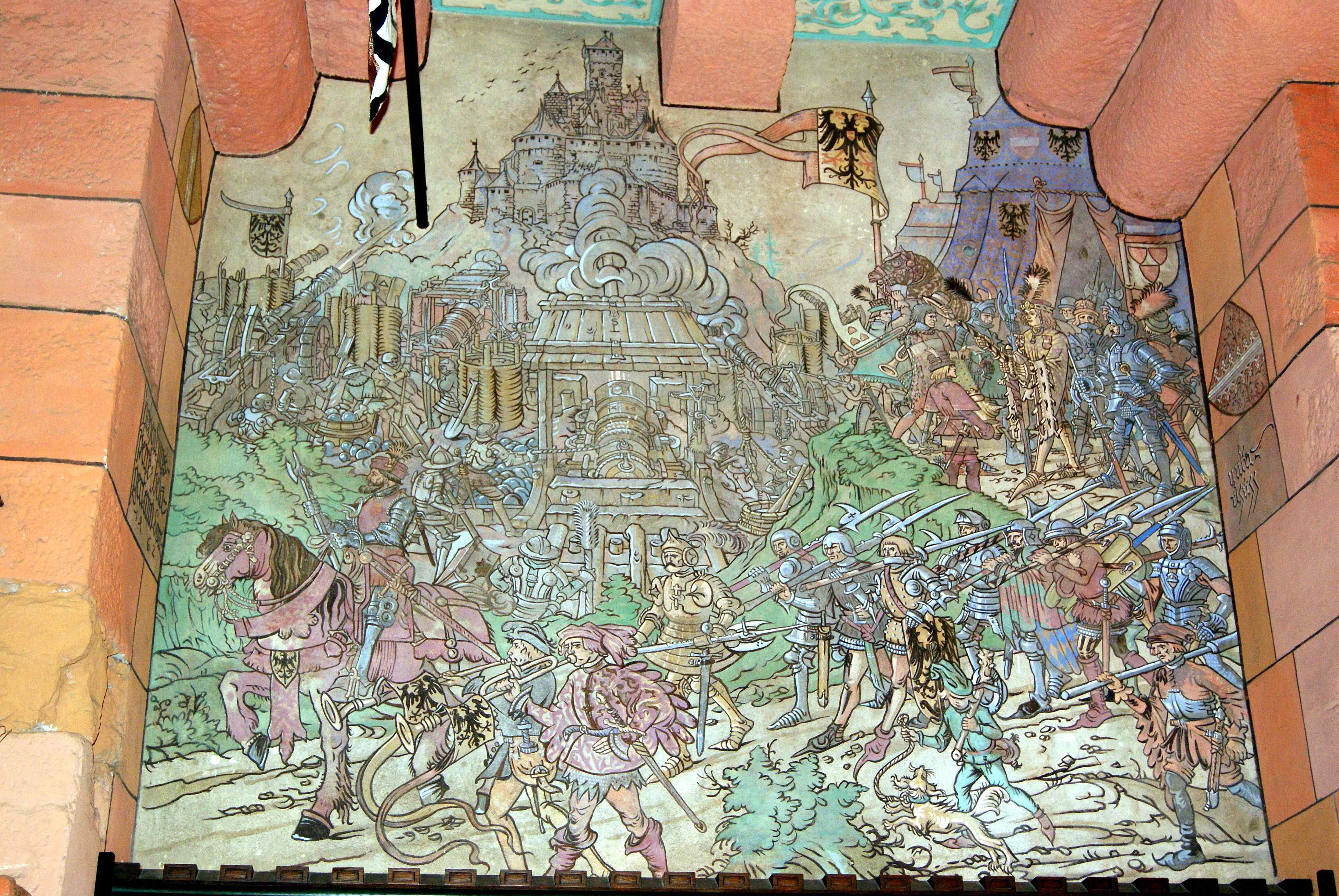
Salle de banquet à Haut-Koenigsbourg

La salle du Kaiser est la salle d'honneur du château.
Pour disposer d'une grande hauteur de plafond, l'étage supérieur présent au Moyen Âge n'a pas été restauré afin d'en faire une salle de prestige pour son usage moderne. Il n'est visible que dans la mezzanine des musiciens.
La principale décoration est une peinture d'aigle impériale au plafond, réalisée par Léo Schnug, avec la devise Gott mit uns (Dieu avec nous).
Sur les ailes se trouvent les armoiries des électeurs du Saint-Empire romain germanique et sur son cœur celles des Hohenzollern. Sur le mur, de chaque côté de la cheminée, se trouve représentée une joute entre deux chevaliers. Les convives pouvaient prendre part à une réception autour d'une grande table surmontée de lustres décorés.

### Le cabinet de l'Empereur
Un espace convivial, cabinet privé dont certaines fenêtres sont ornées de vitraux avec des reproductions imagées d'Albrecht Dürer ou des portraits. Il en reste quelques documents précieux : des objets rituels, un reliquaire, des armes et un livre d'or témoignant de visites de prestiges, avec la signature par exemple de Mustafa Kemal Atatürk, illustre vainqueur de la bataille des dardanelles et fondateur de la République de Turquie. Ce livre d'or est clôturé à l'issue de la Première guerre mondiale par la signature du Maréchal Pétain qui s'y rend en vainqueur en 1919. Comme un signe des temps et la fin de la domination impériale allemande sur l'Alsace.

### Chapelle
Chapelle aménagée au premier étage du château, dans les corps de logis voués à la résidence,.

### Salle d'armes
Elle présente une collection importante de piques, hallebardes, massues, mousquets de rempart, cuirasses, casques et arbalètes.

### Chambre lorraine

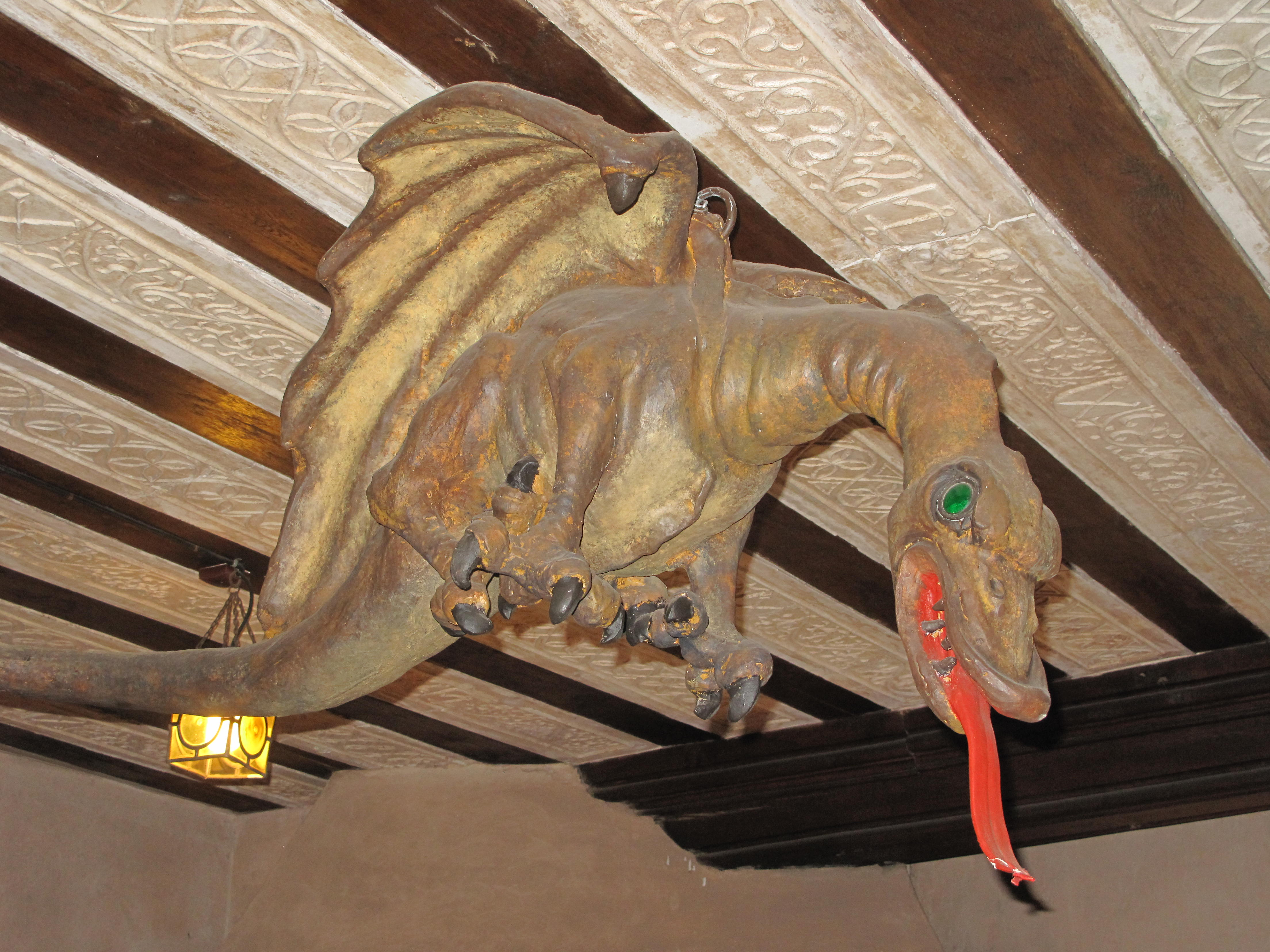
Le Graoully

Créée pour rappeler l'annexion de la Moselle, dénommée alors Lorraine, comme part de la région historique éponyme, elle présente une décoration et un mobilier typiquement lorrains : le plafond boisé et la cheminée de pierre rappellent l'architecture médiévale de la ville de Metz, reconstituée au musée de la Cour d'Or. Dans cette même idée, un Graoully, dragon du folklore de Metz, est suspendu au milieu de la pièce. Il est inspiré de celui présent dans la crypte de la cathédrale de Metz.

### Jardin supérieur
Le jardin supérieur fait le lien entre le logis situé au centre et le grand bastion situé à l'ouest. Il est entouré par un chemin de ronde couvert et comporte un puits. C'est dans cette partie du château que se situaient les bains. La pièce était chauffée par un poêle.
L'existence d'un four à pain dans ce secteur est également attestée.

### Grand bastion
Le grand bastion est la partie la plus fortifiée : il devait pouvoir s'opposer à de l'artillerie installée plus à l'ouest sur l'éperon rocheux et il est séparé du jardin par un pont-levis. Y sont conservés des copies de canons des XVIe et XVIIe siècles. Il était dépourvu de toit au XVIe siècle.

## Dans la fiction

### Roman et bande dessinée
- En hommage au cinéma et par fascination pour le lieu, Jacques Martin a choisi d'installer le décor de la première série des aventures de Guy Lefranc autour du château. Cette bande-dessinée s'intitule : La Grande Menace, et aussi dans le 4e opus des voyages de Jhen avec Yves Plateau au dessin  (ISBN 9782203066588)
- L'illustrateur canadien John Howe s'est inspiré du château du Haut-Koenigsbourg pour illustrer la citadelle de Minas Tirith dans le livre Le Seigneur des anneaux écrit par Tolkien, plus tard adapté en film[51].
- Philippe Matter, Mini-Loup et le château fort, Éditions Hachette Jeunesse, 2008  (ISBN 978-2-01-224411-5)
- Jacques Fortier, Sherlock Holmes et le mystère du Haut-Koenigsbourg, Le Verger éditeur, 2009, 192 pages
- Roger Seiter (scénariste) et Giuseppe Manunta (dessinateur), Sherlock Holmes et le mystère du Haut-Koenigsbourg, bande dessinée d'après le roman de Jacques Fortier, Le Verger éditeur, 2013, 54 planches

### Cinéma et animation
(septembre 2024).
Plusieurs films et documentaires ont été tournés ou inspirés par le château du Haut-Koenigsbourg.
- Certaines scènes du film Le Petit Roi de Julien Duvivier ont été tournées au château du Haut-Koenigsbourg en 1933.
- Le film La Grande Illusion de Jean Renoir a été tourné, pour les extérieurs, au château du Haut-Koenigsbourg en 1937.
- Le château a inspiré Le Seigneur des anneaux de J. R. R. Tolkien qu’il a écrit en trois volumes publiés en 1954 et 1955[52].
- Le château a également servi de décor au film Les Aventures d'Arsène Lupin de Jacques Becker (1956) et à Agent trouble de Jean-Pierre Mocky (1987).
- Dix films ont été réalisés en 1991 à l’initiative du Conseil régional pour la promotion de l’Alsace. Ils portent sur la cathédrale de Strasbourg, le château du Haut-Koenigsbourg, les Ribeaupierre, les châteaux et les mines d’argent, le musée Unterlinden de Colmar ; mais ils abordent aussi des thèmes comme : les musées techniques de Mulhouse, la Décapole, les routes des châteaux, militaires, romanes et des orgues.
- Le château du Haut-Koenigsbourg a également inspiré le réalisateur Hayao Miyazaki pour son film d'animation Le Château ambulant sorti en 2004[51]
- L'atmosphère unique du château du Haut-Koenigsbourg a inspiré de nombreux artistes, notamment dans l'univers prestigieux du cinéma, sur www.haut-koenigsbourg.fr
- Par'chemins et châteaux. Créée par les Archives d'Alsace, l'exposition fait revivre les Hohenstaufen (1079-1250). Une édition appartenant au Haut-Koenigsbourg est exposée et ses illustrations sont reprises en grand format tout au long de l'exposition du 28 janvier au 04 avril 2023.
- Vidéo Château du Haut-Koenigsbourg. Richesses de l'Alsace. Présentation par Stéphane Bern animateur de radio et de télévision, acteur et écrivain franco-luxembourgeois; Jérémie Lotz Attaché de Presse; Georges Bischoff historien; Monique Fusch ex conservatrice du château; Judicaël de la Soudière-Niault, architecte du patrimoine; Jean Grieneisen guide du château; Bernard Kuentz Directeur de la Maison de l'Alsace.